# Cattedrali in India

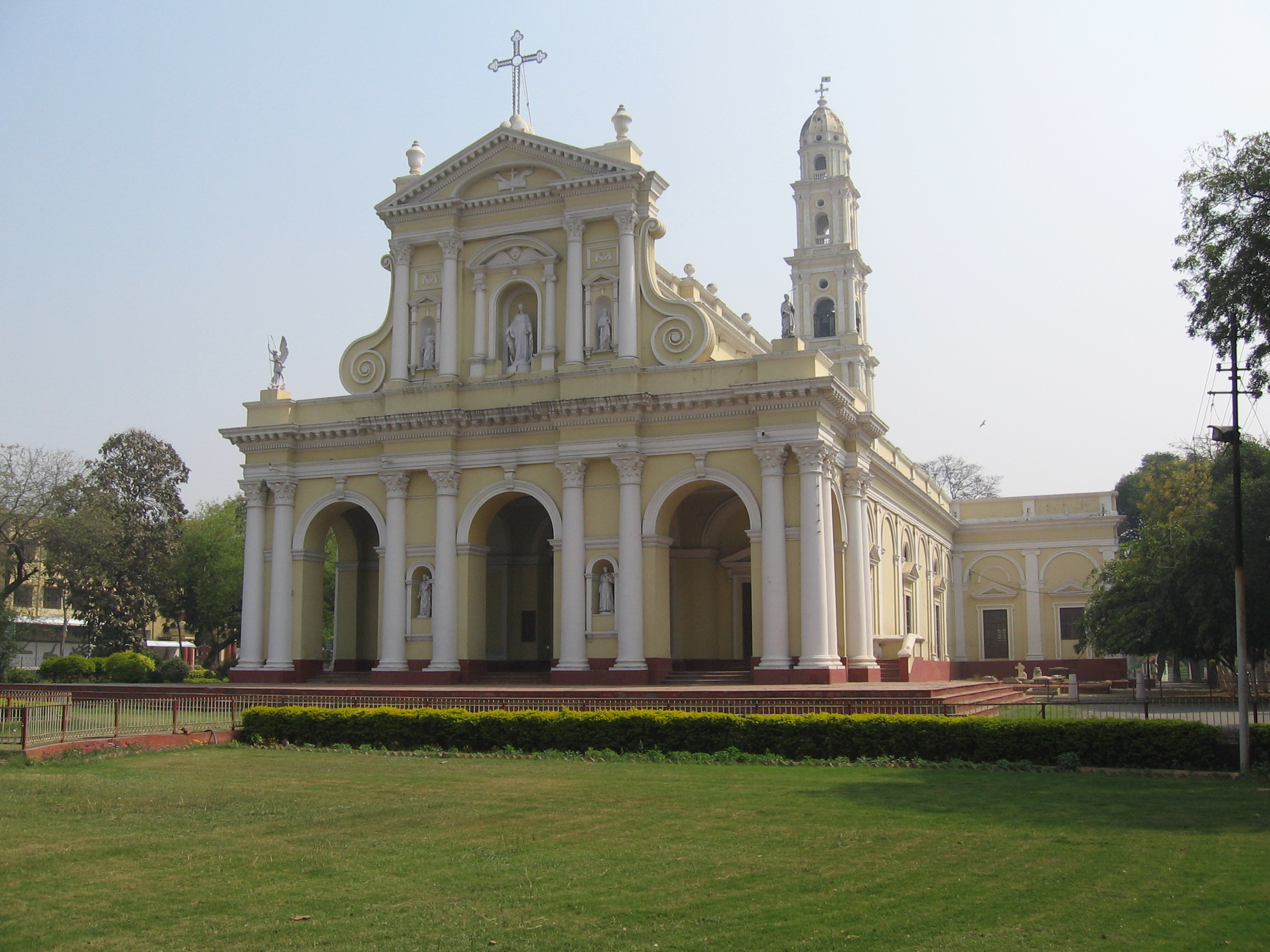
Cattedrale dell'Immacolata Concezione (Agra)

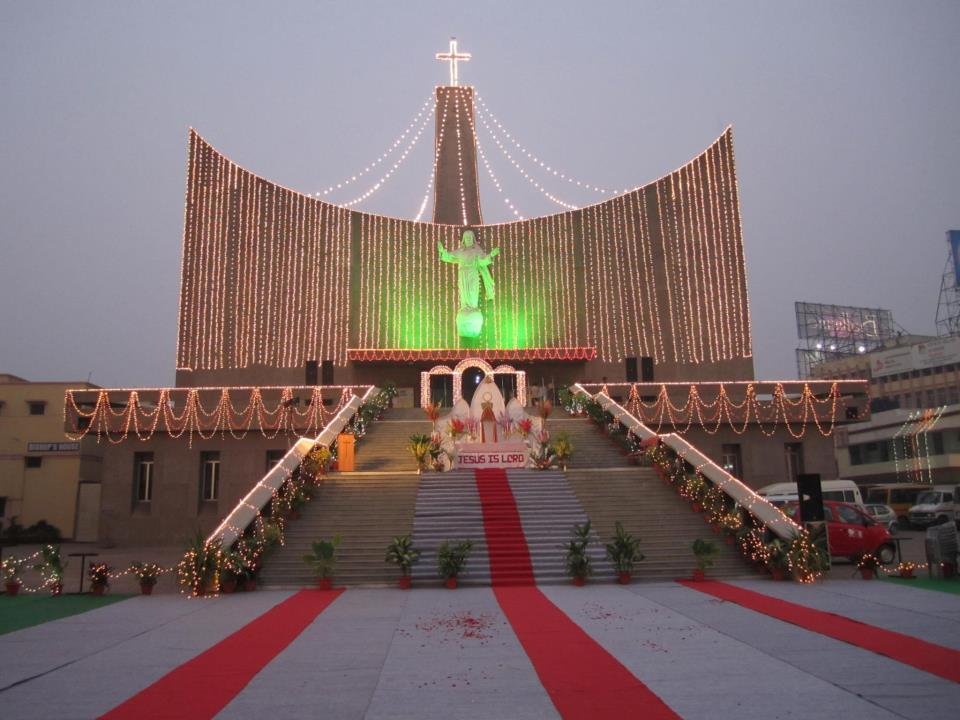
Cattedrale di San Giuseppe (Lucknow)

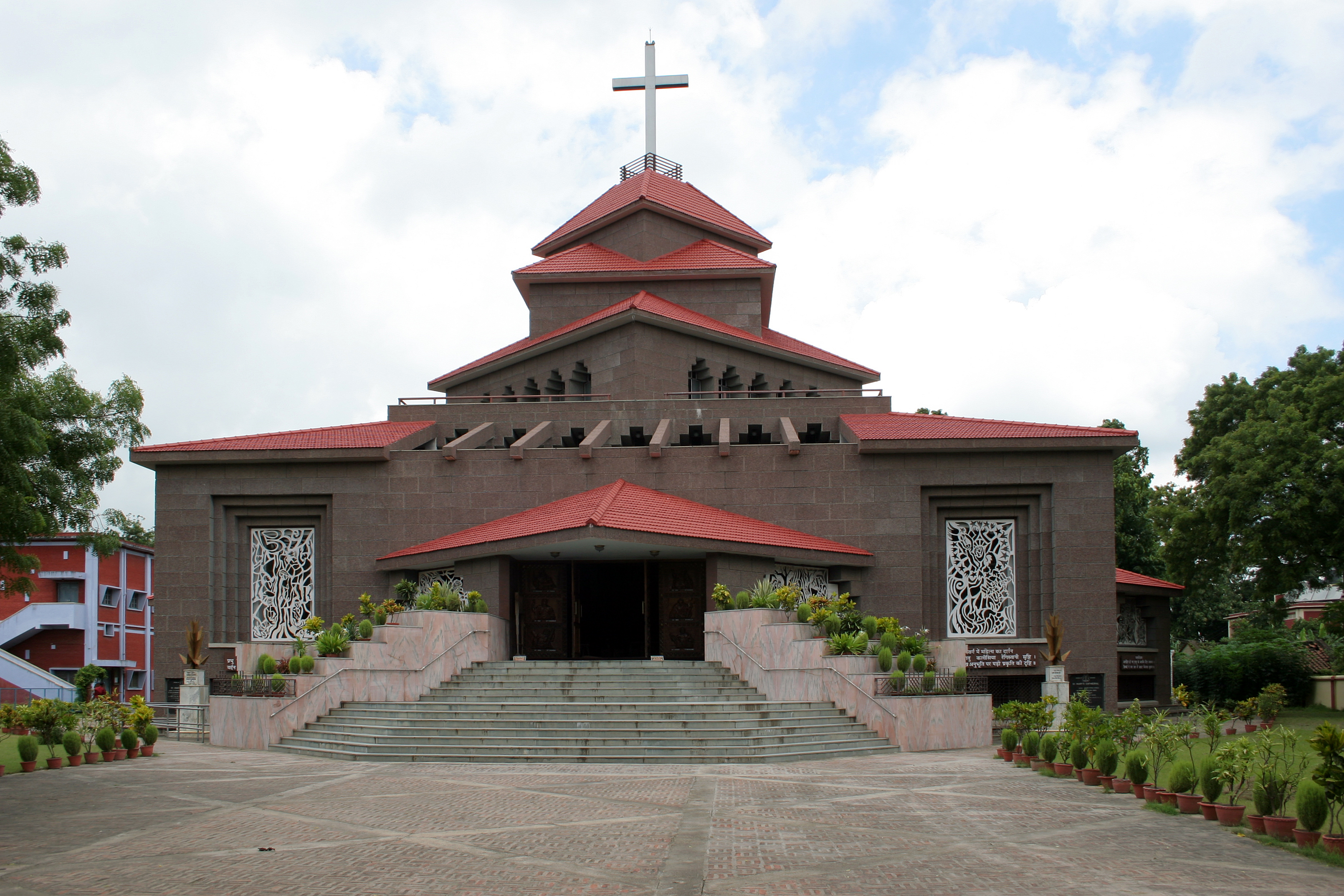
Cattedrale di Santa Maria (Varanasi)

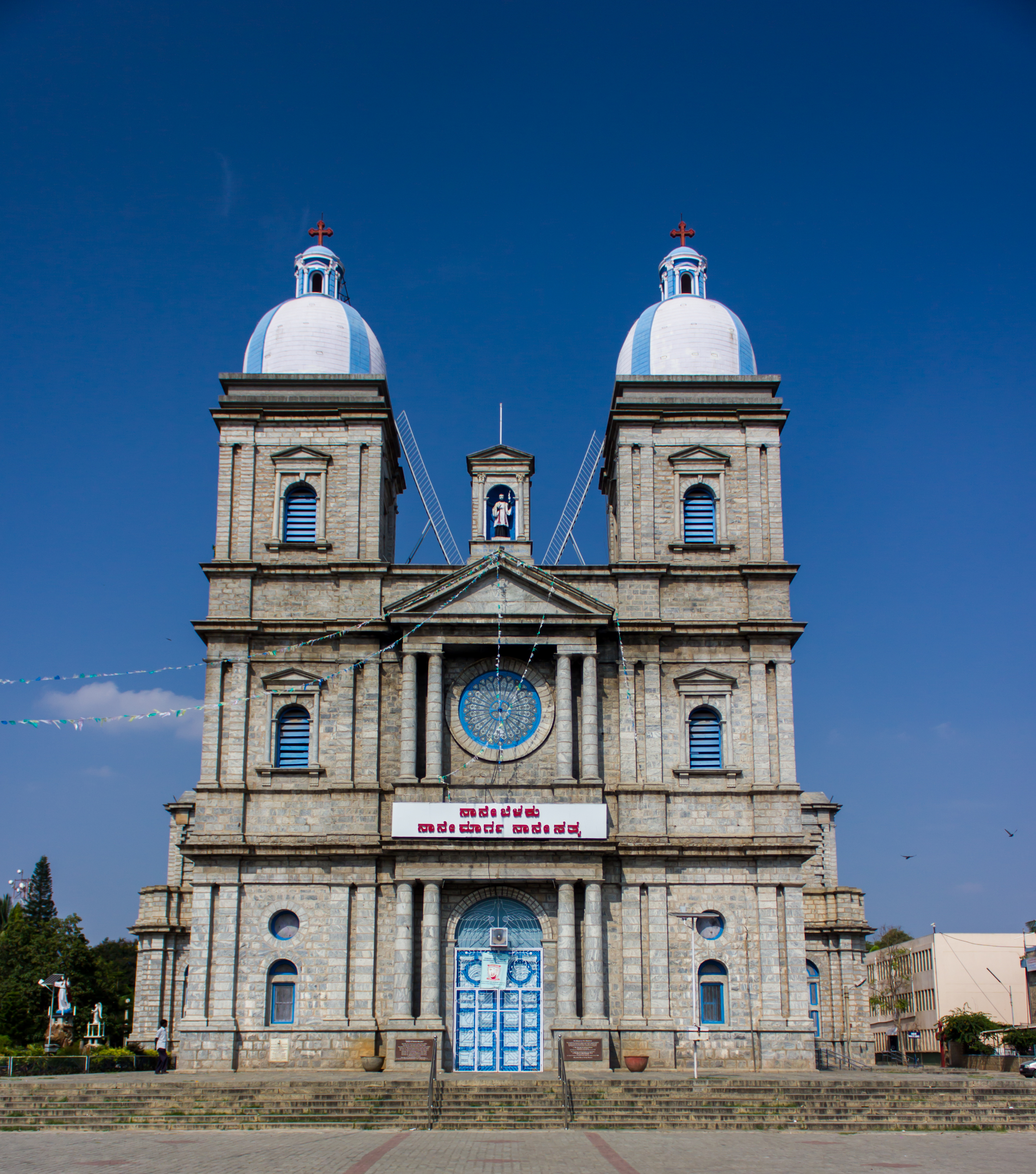
Cattedrale di San Francesco Saverio (Bangalore)

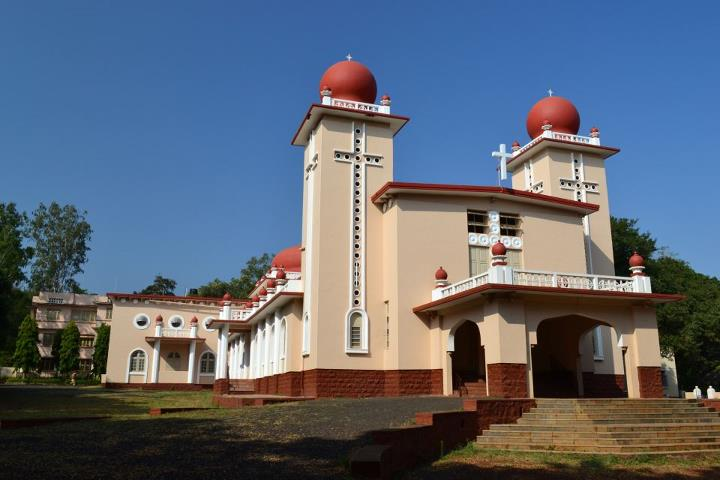
Cattedrale di Nostra Signora del Rosario di Fatima (Belgaum)

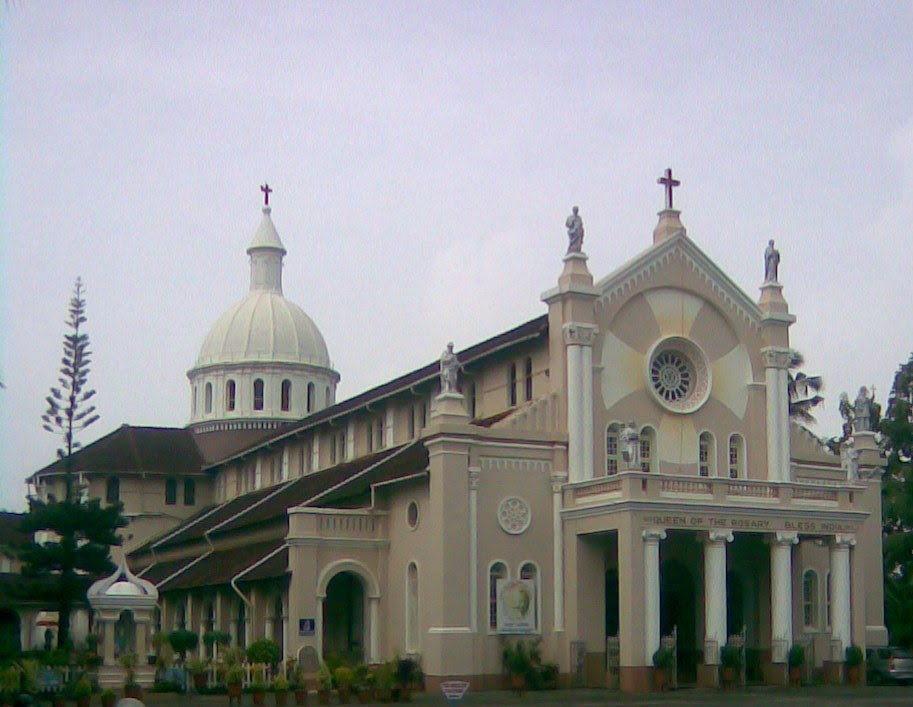
Cattedrale di Nostra Signora del Santo Rosario (Mangalore)

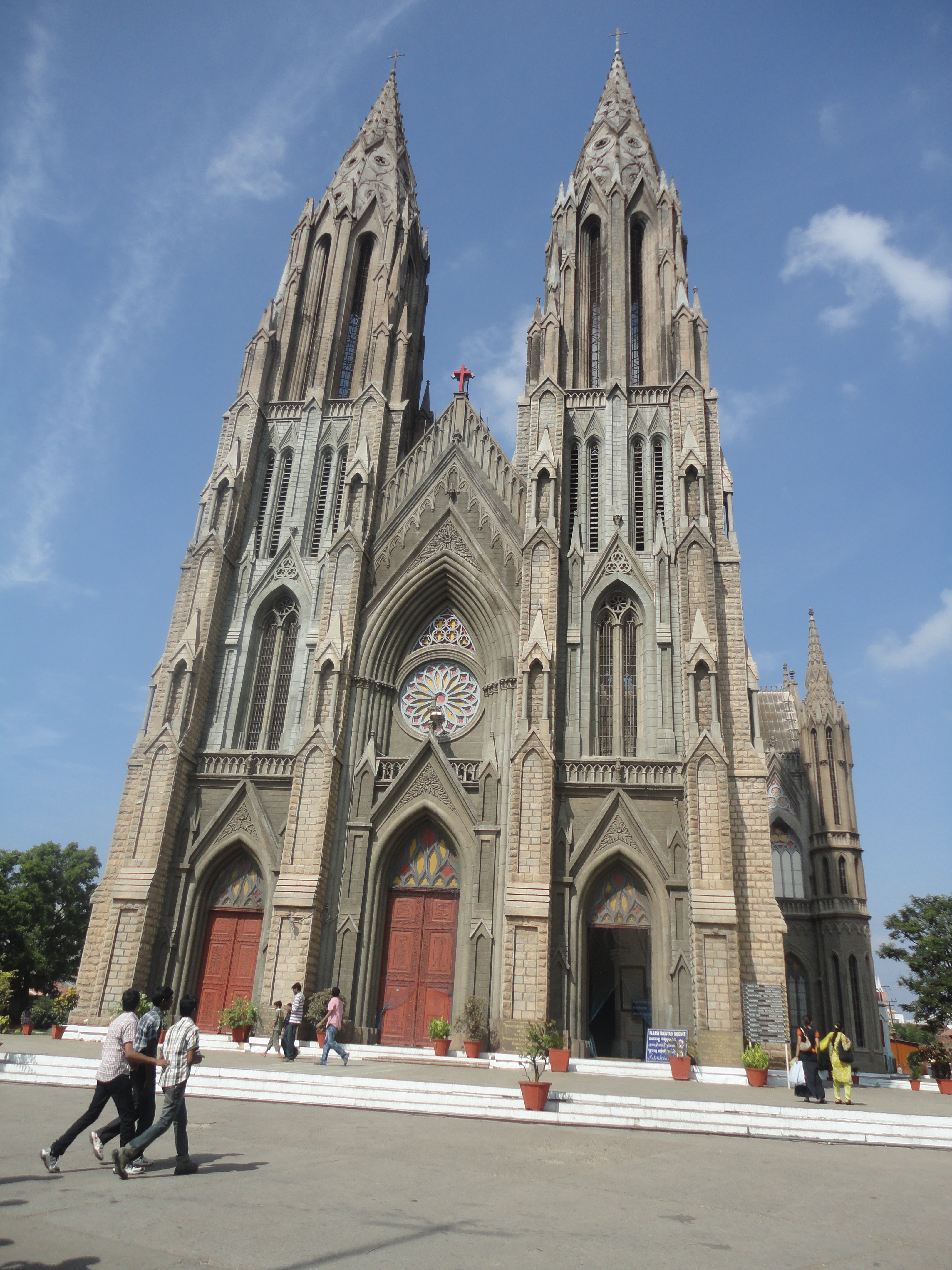
Cattedrale di Santa Filomena (Mysore)

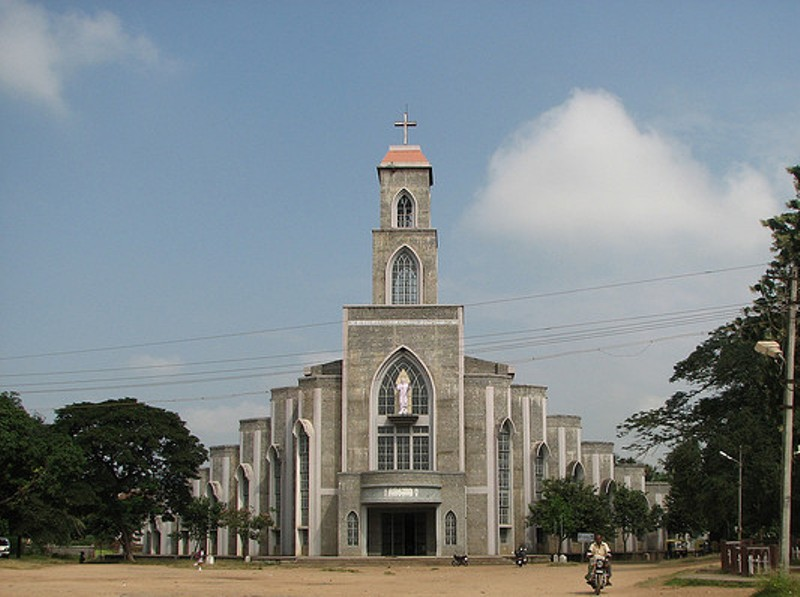
Cattedrale del Sacro Cuore di Gesù (Shimoga)

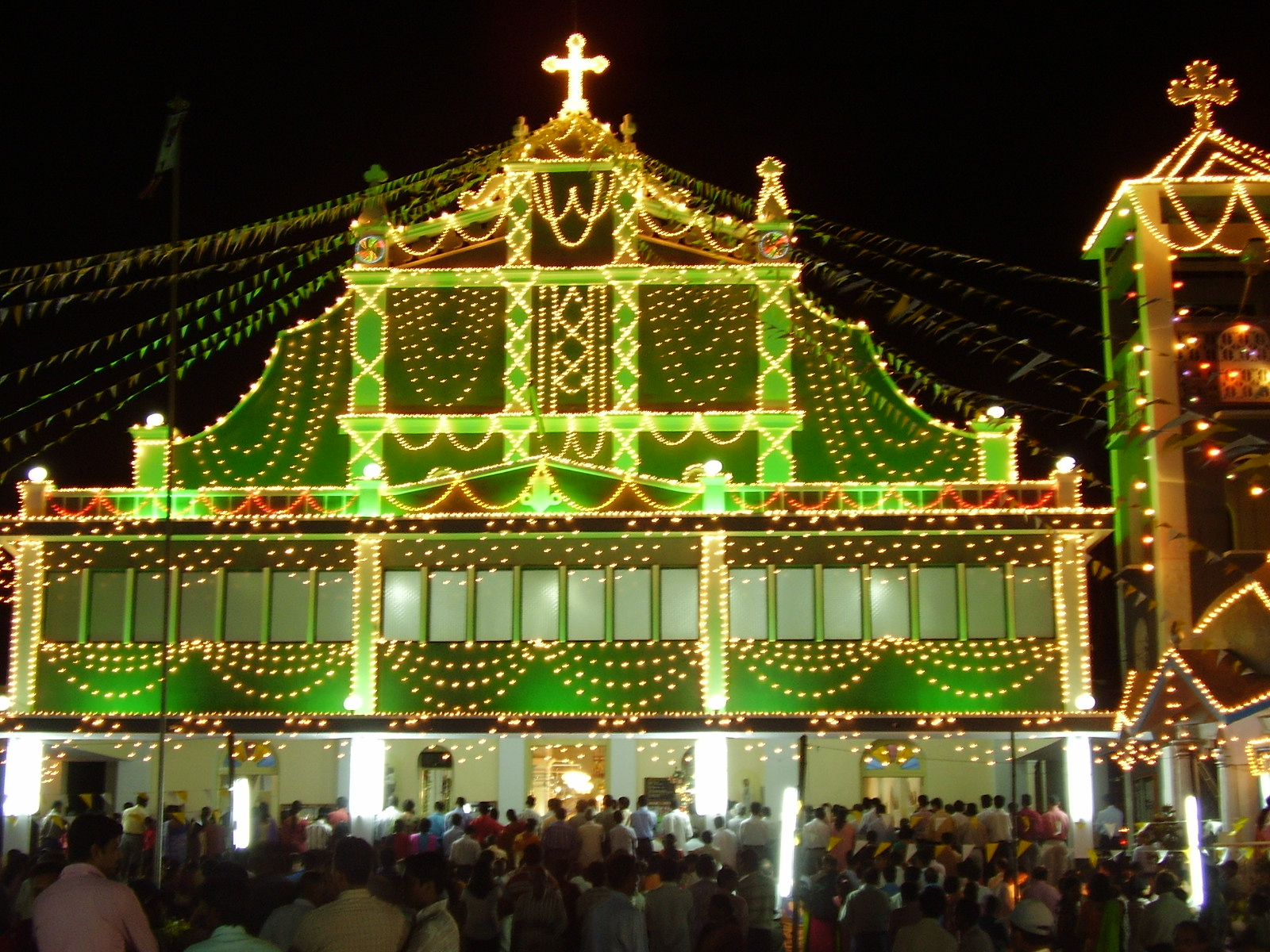
Cattedrale della Madonna dei Miracoli (Udupi)

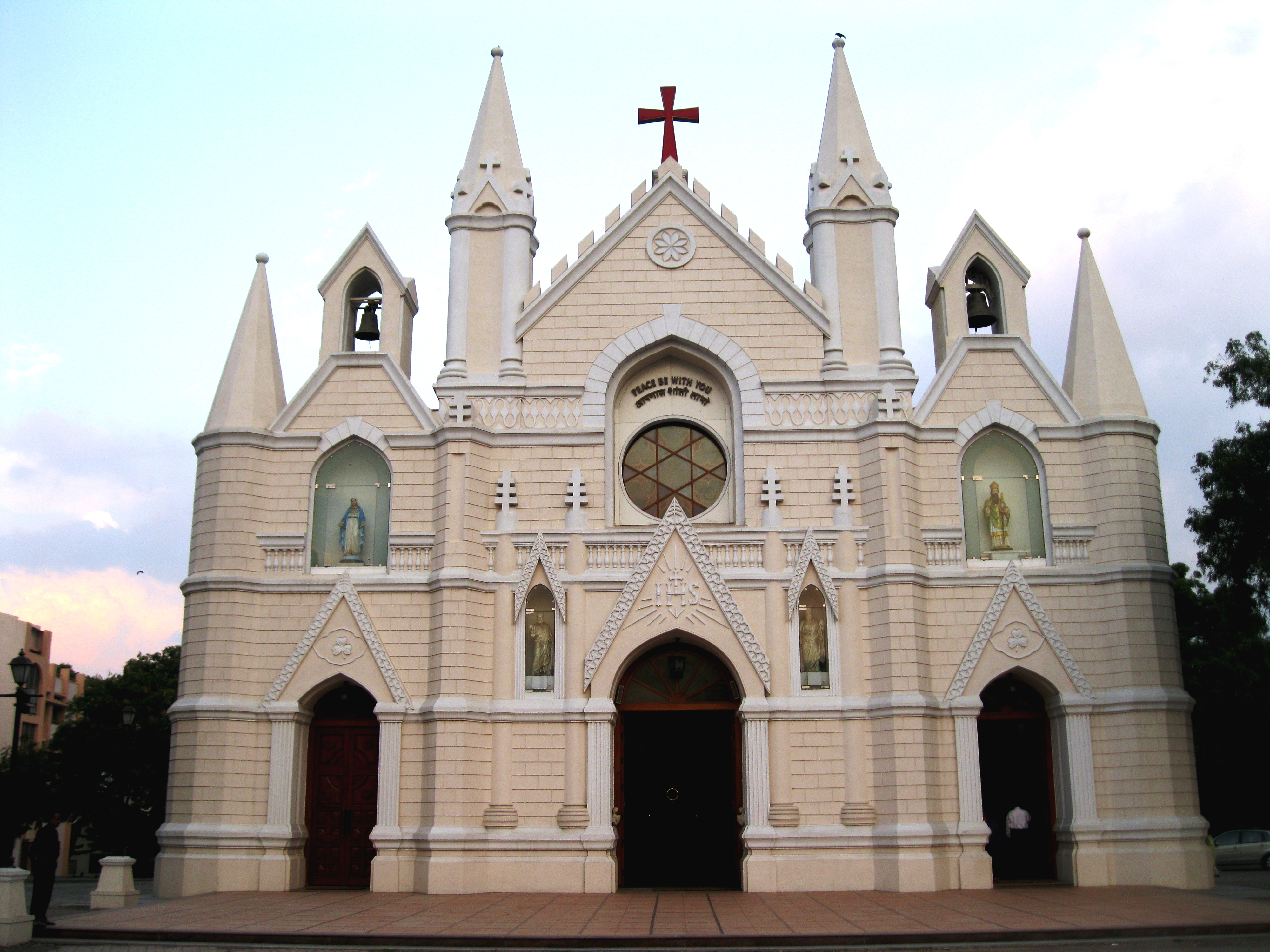
Cattedrale di San Patrizio (Poona)

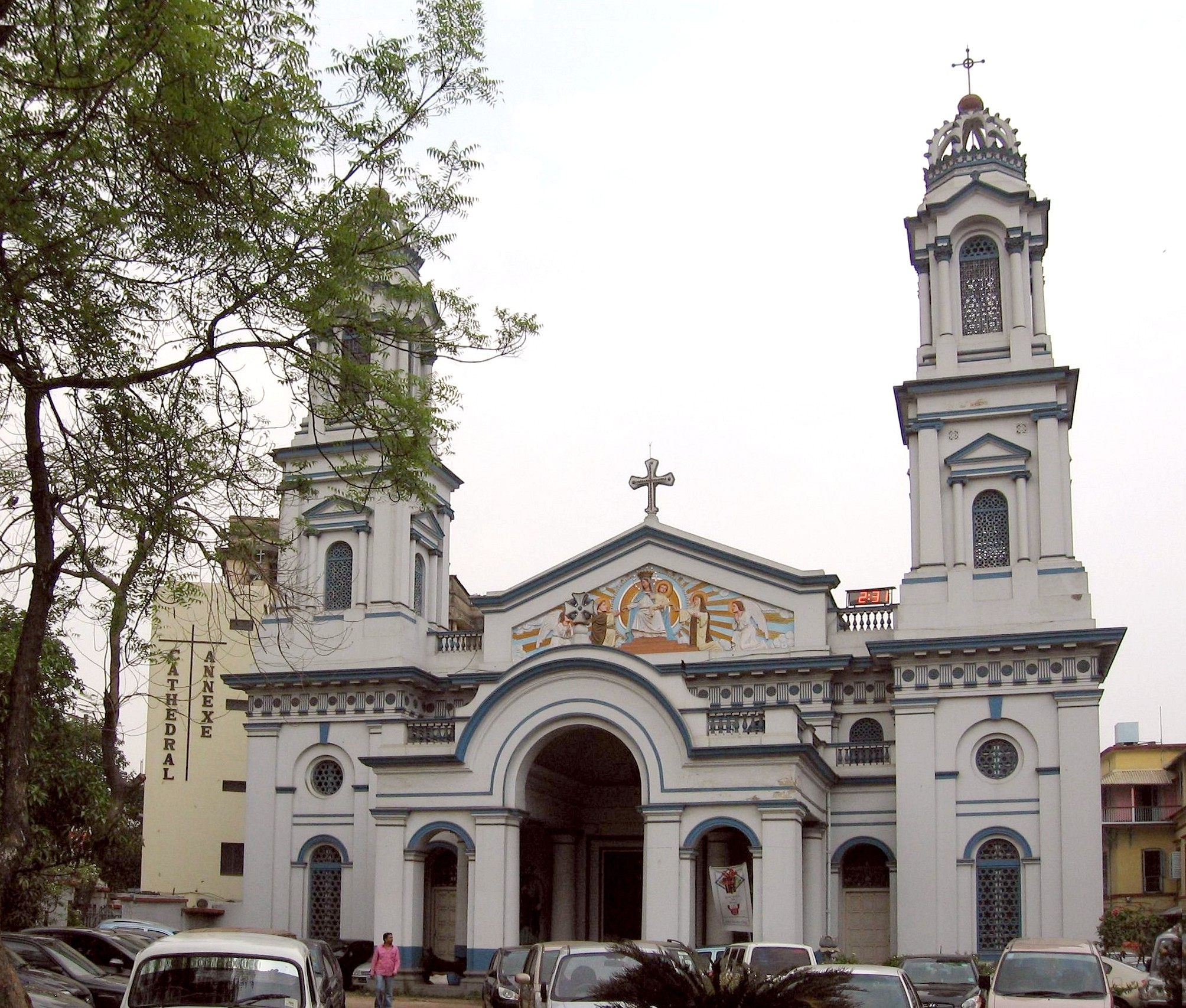
Cattedrale di Nostra Signora del Rosario (Calcutta)

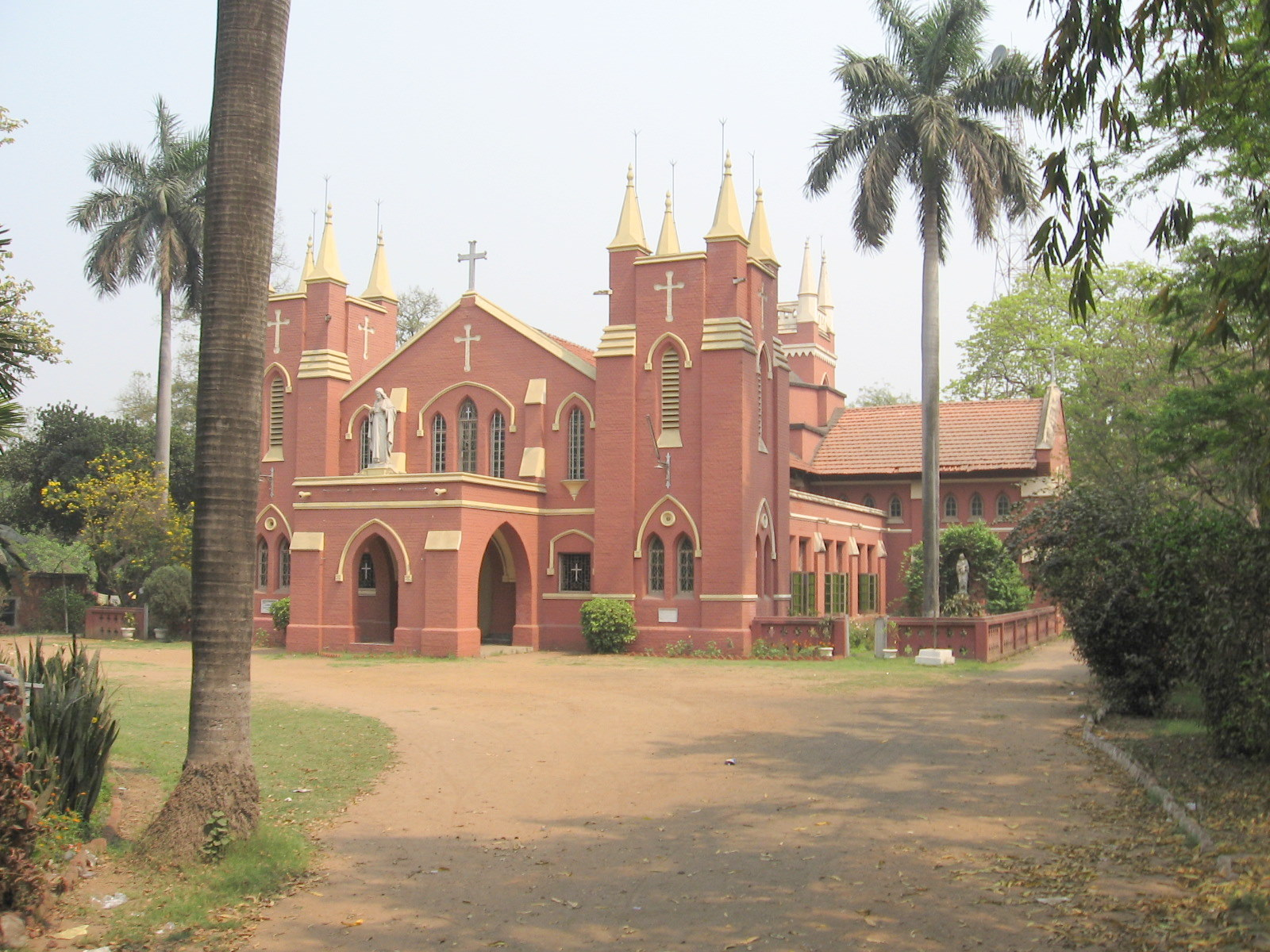
Cattedrale del Sacro Cuore di Gesù (Asansol)

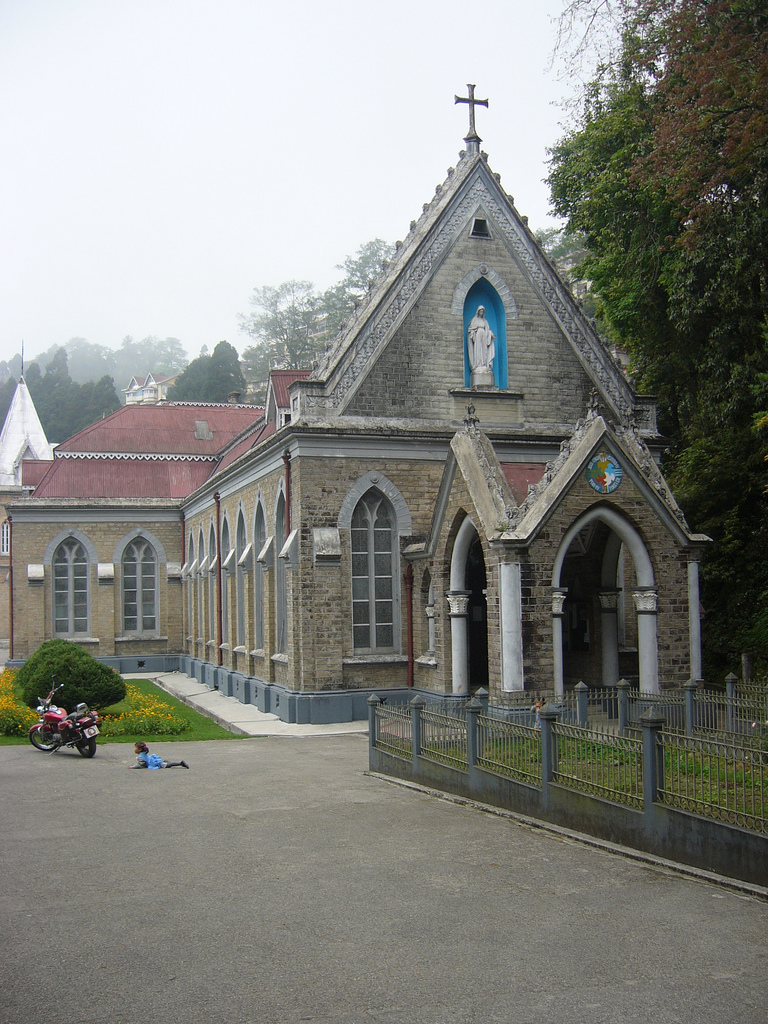
Cattedrale dell'Immacolata Concezione (Darjeeling)

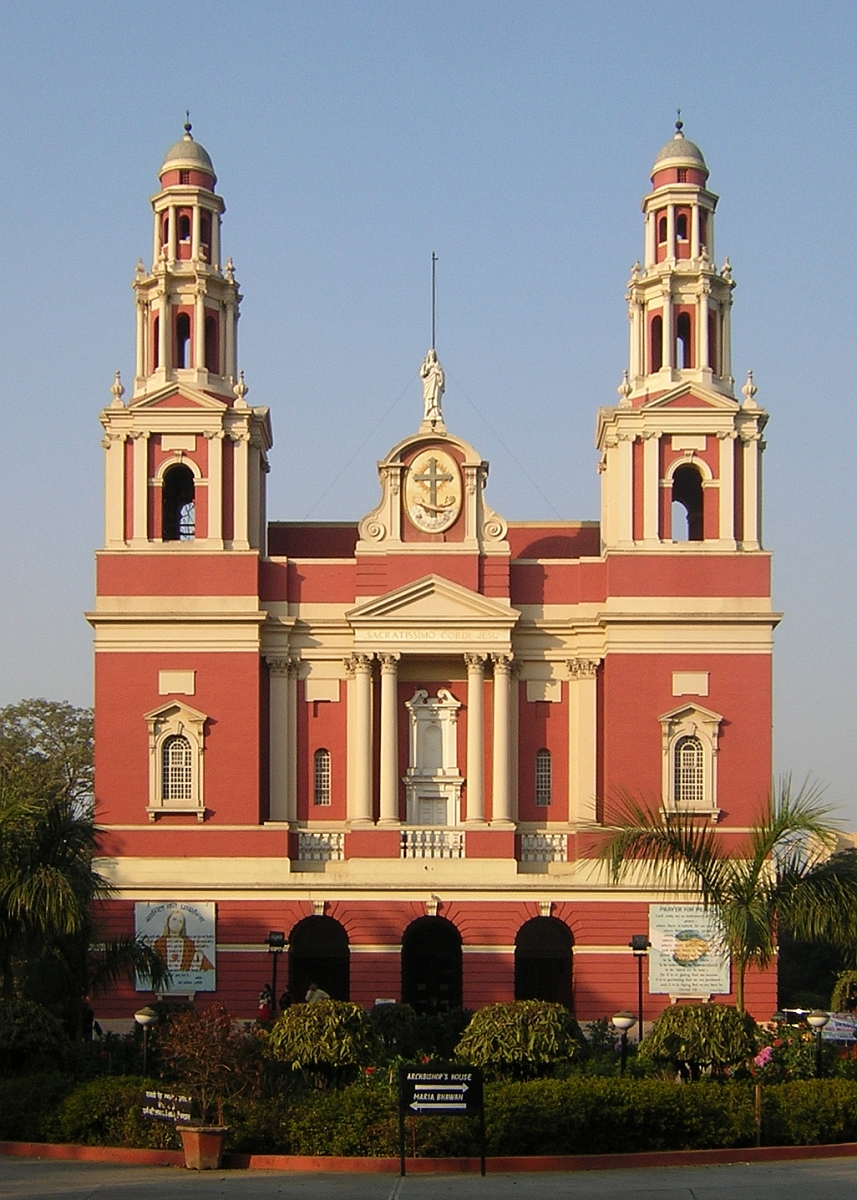
Cattedrale del Sacro Cuore di Gesù (Delhi)

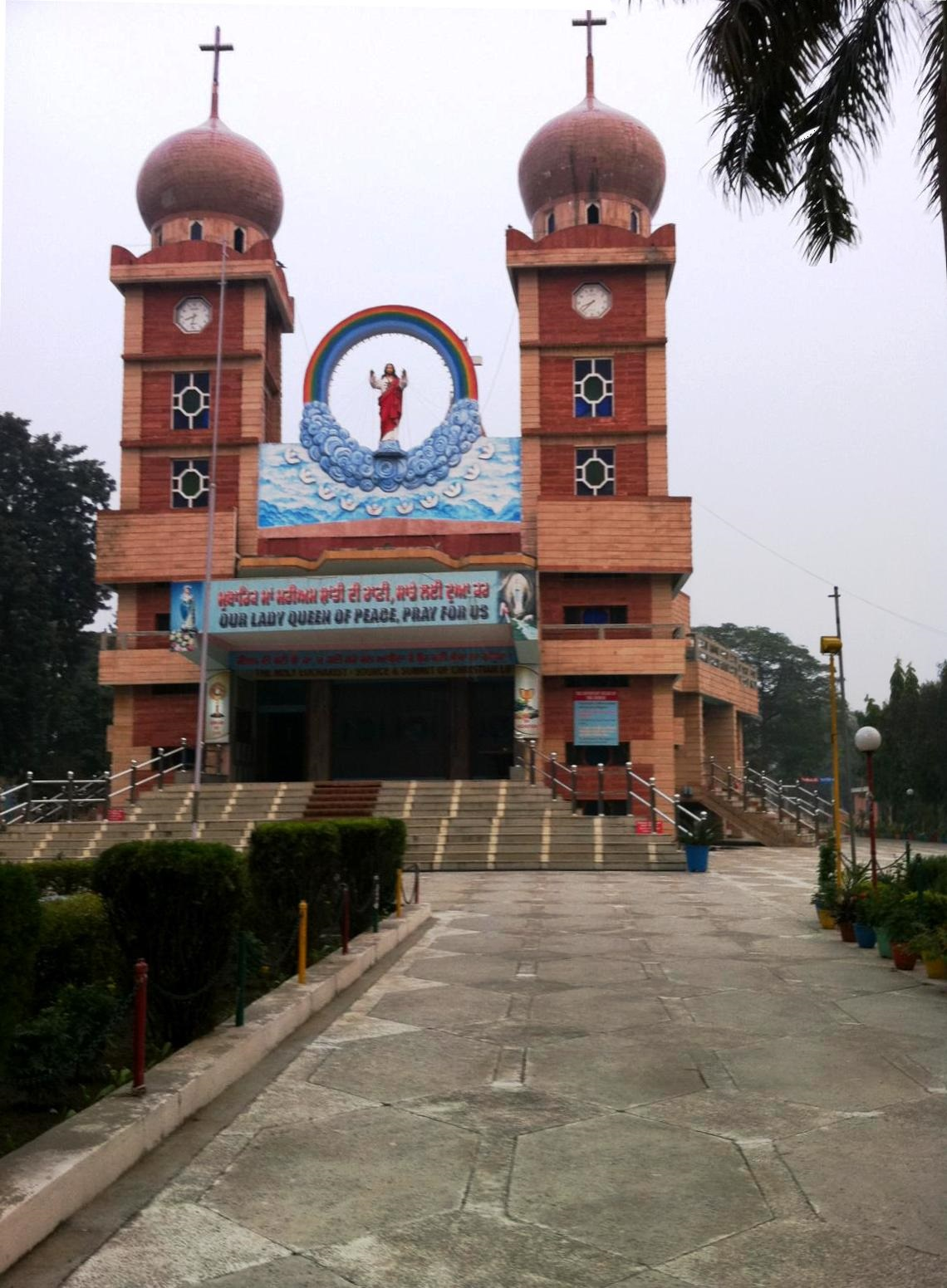
Cattedrale di Santa Maria (Jalandhar)

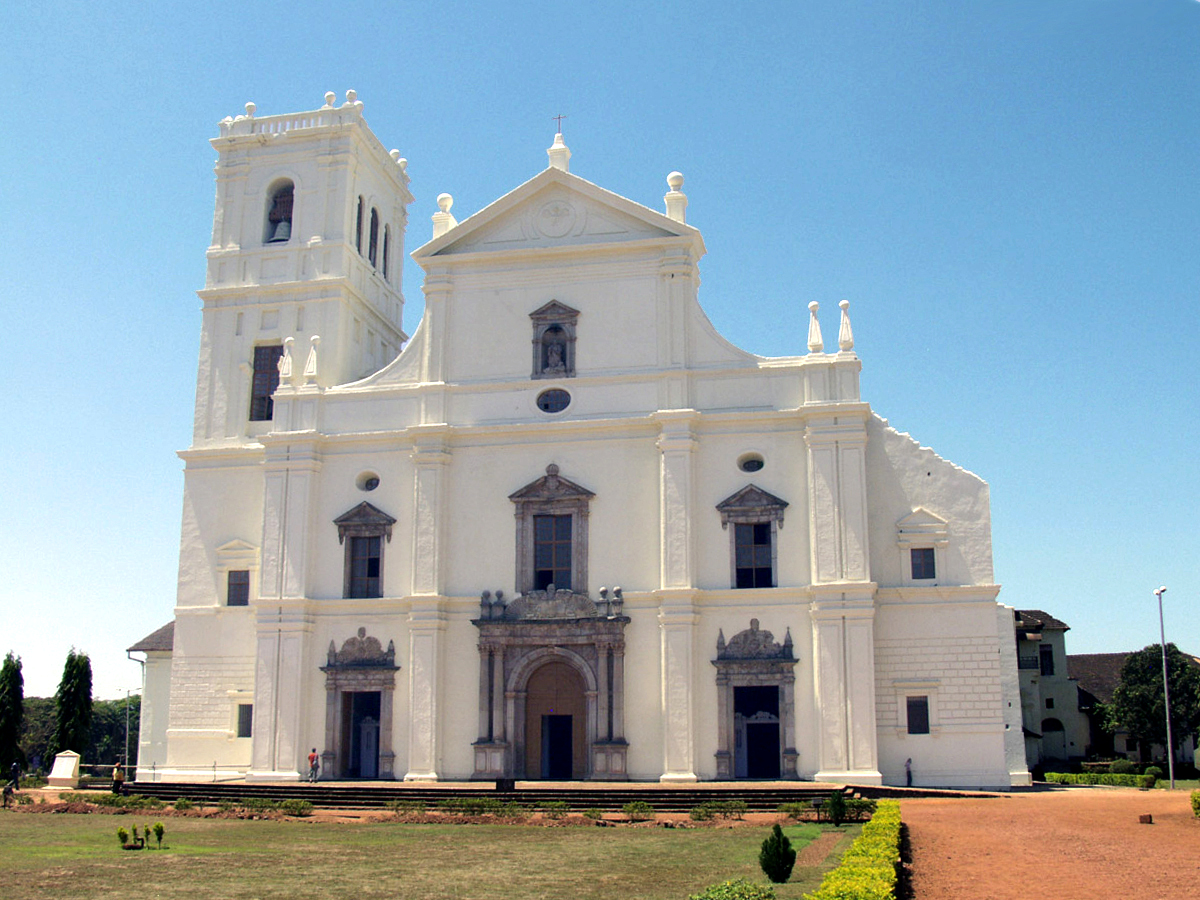
Cattedrale di Santa Caterina (Goa)

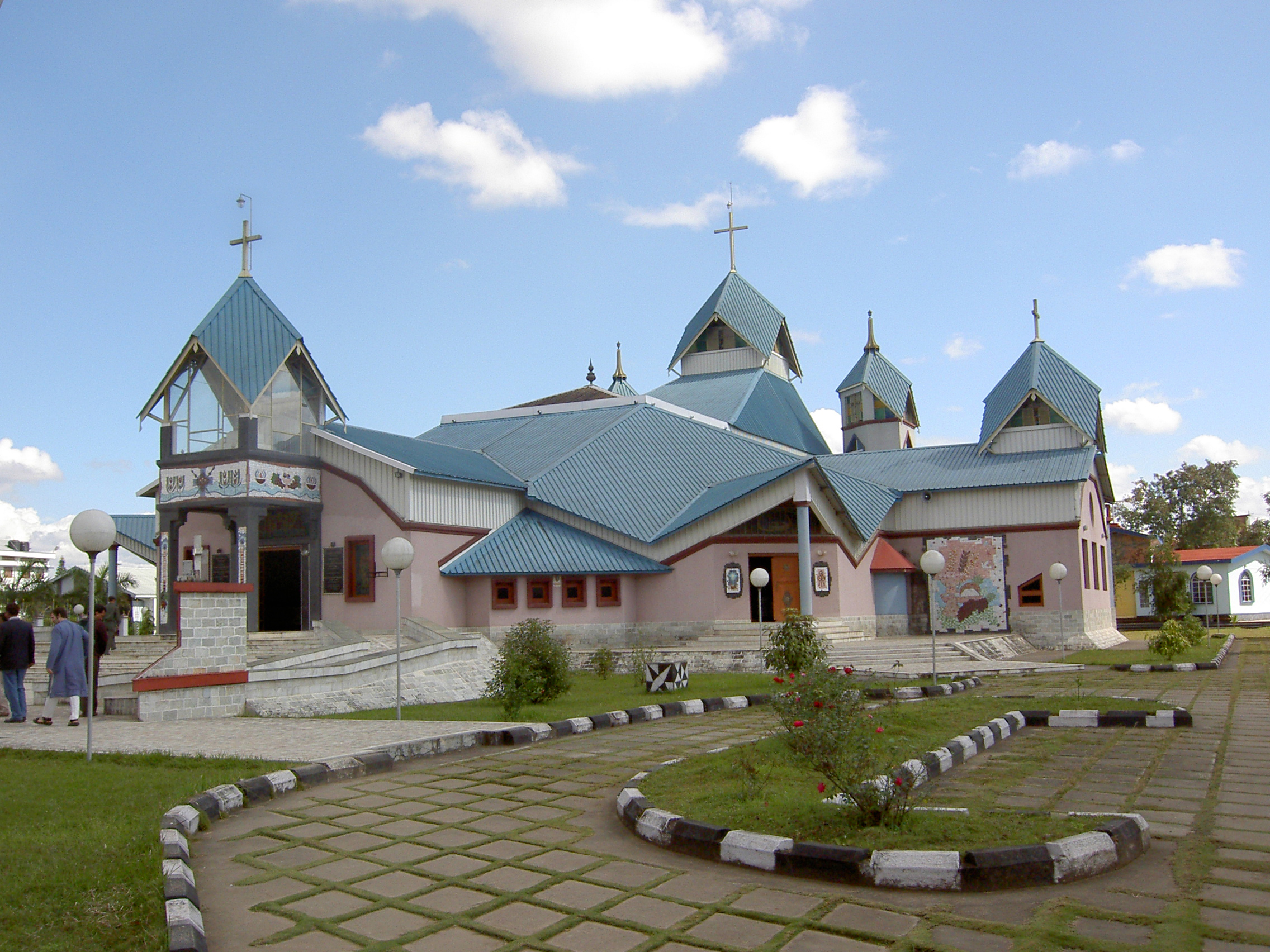
Cattedrale di San Giuseppe (Imphal)

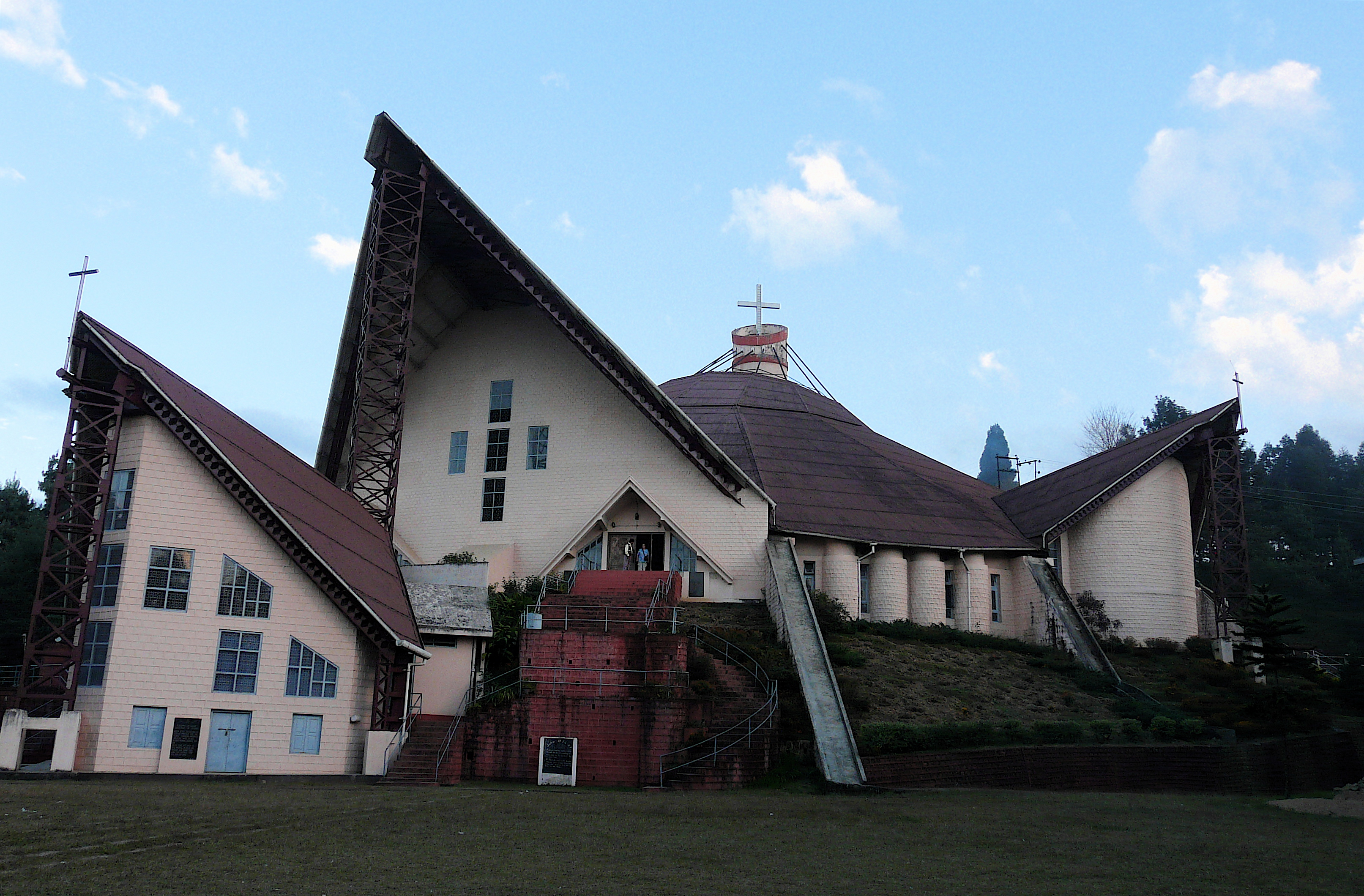
Cattedrale di Maria Aiuto dei Cristiani (Kohima)

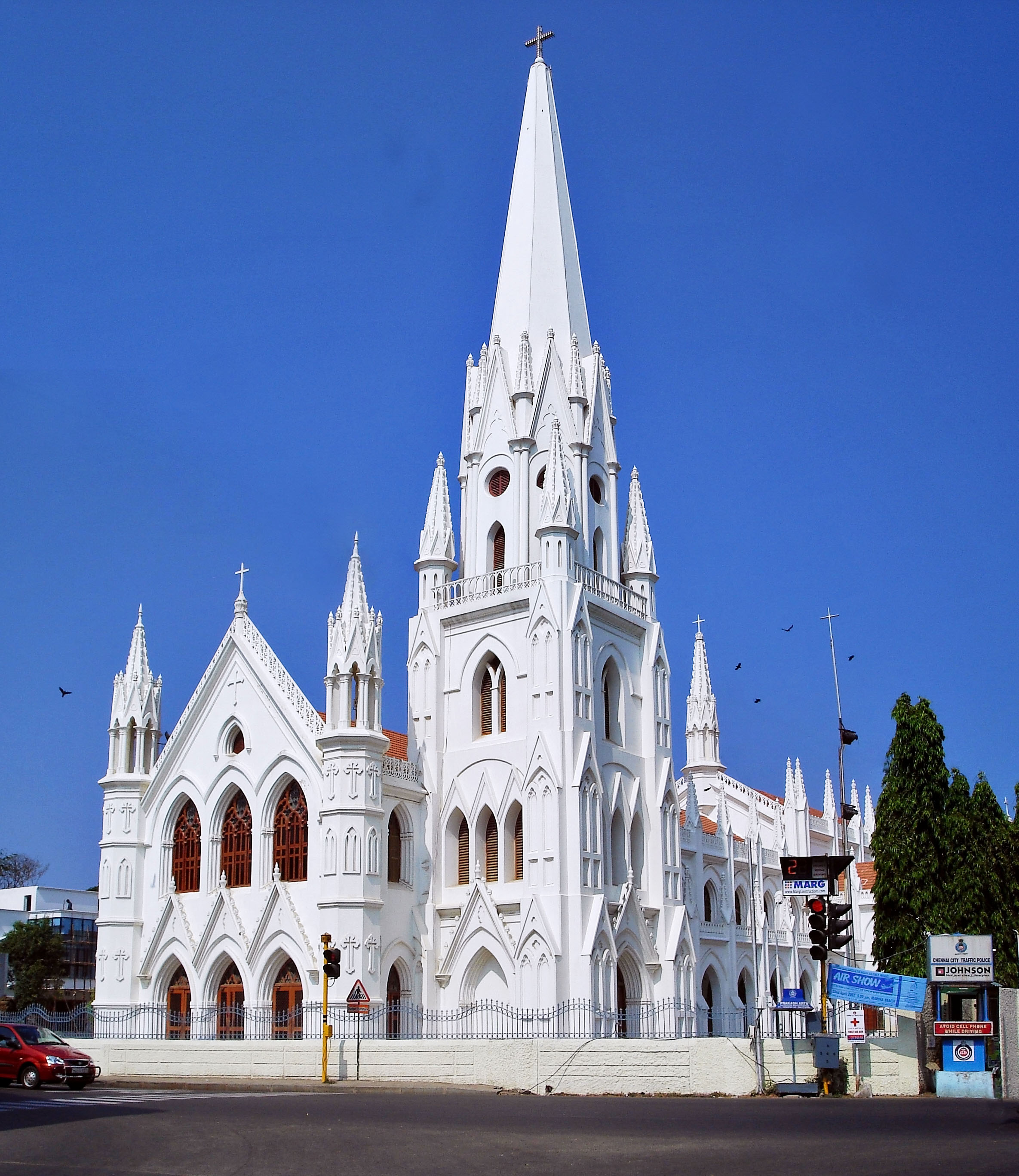
Cattedrale di San Tommaso (Chennai)

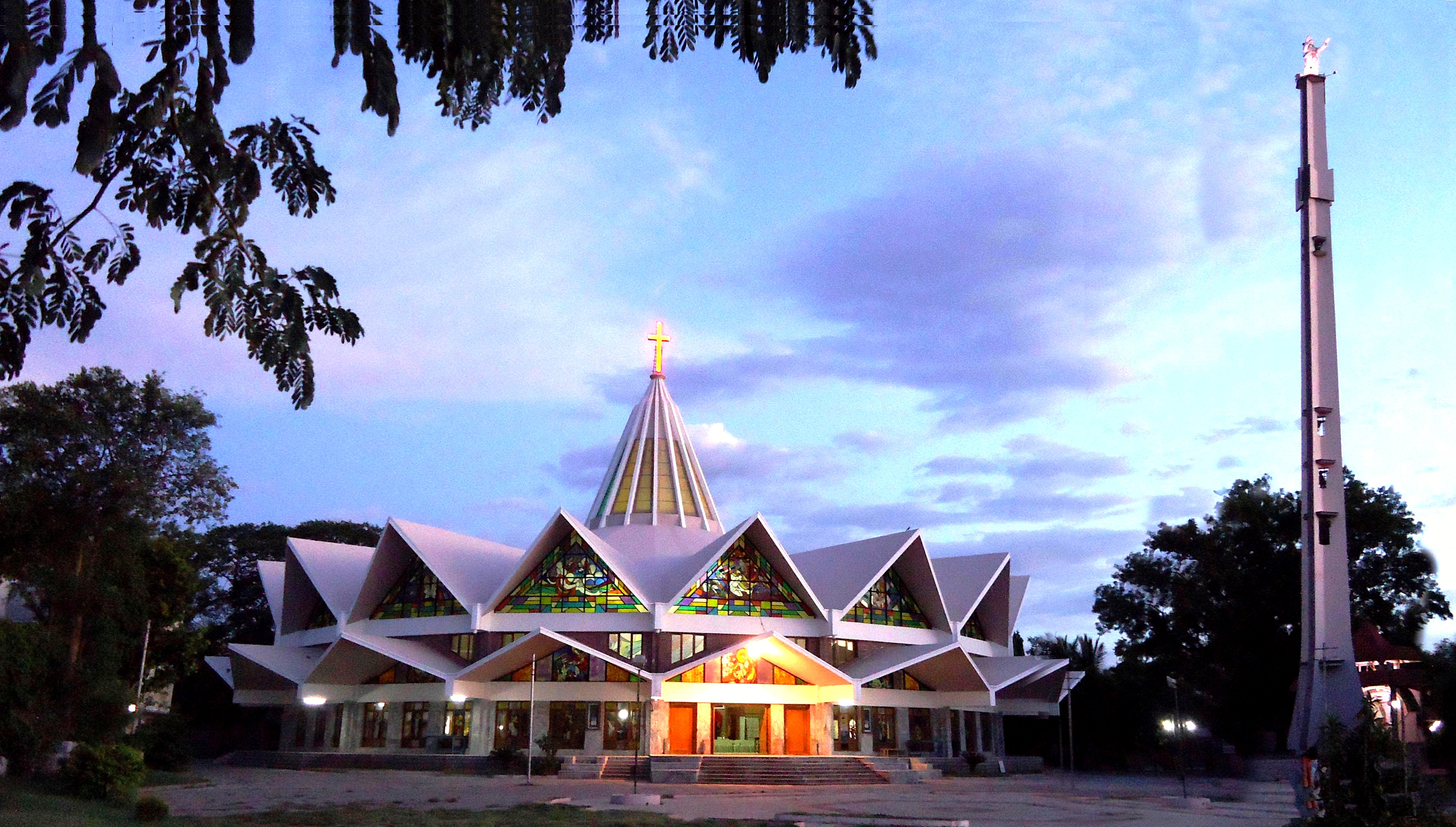
Cattedrale di Santa Maria Assunta (Vellore)

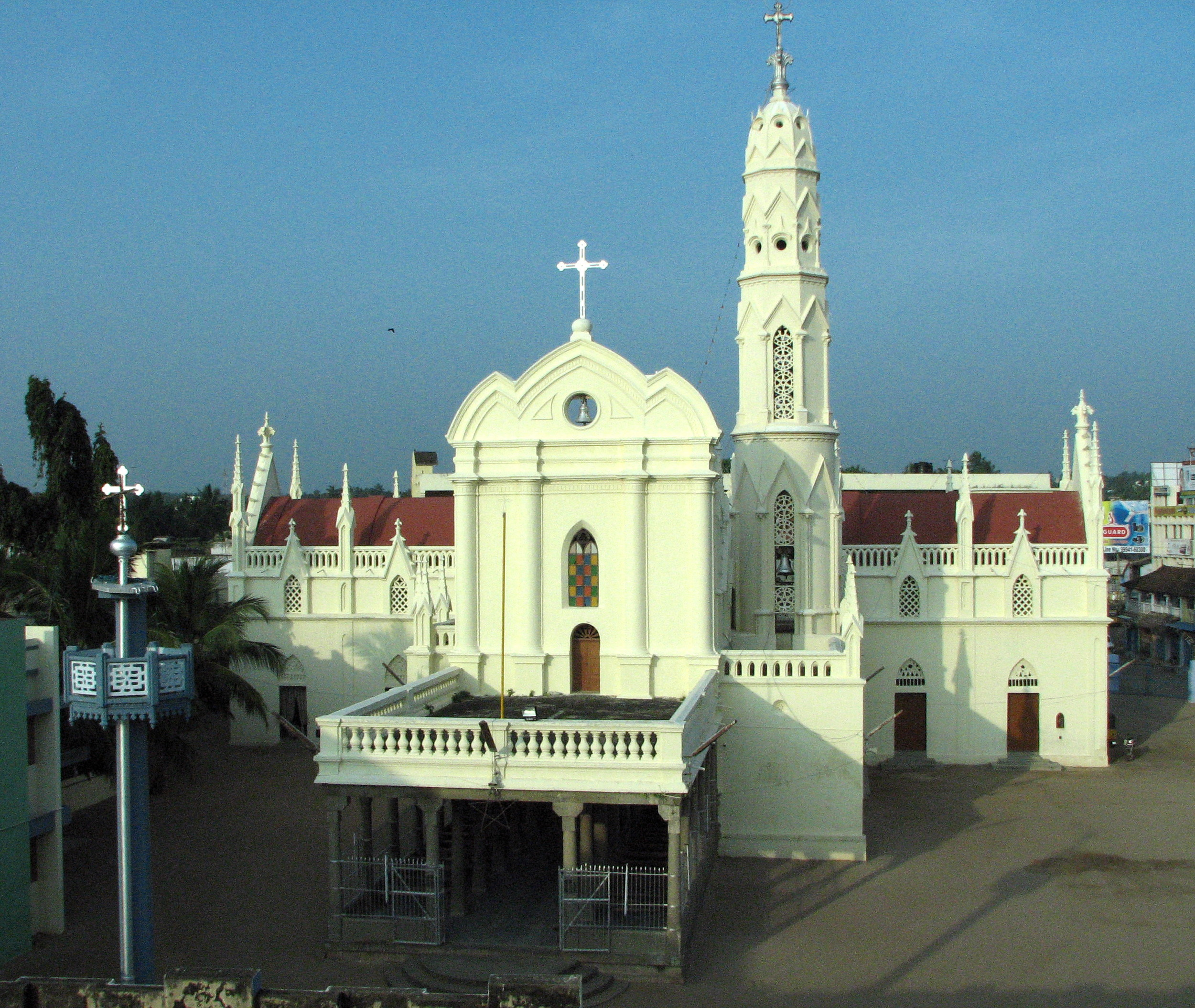
Cattedrale di San Francesco Saverio (Kottar)

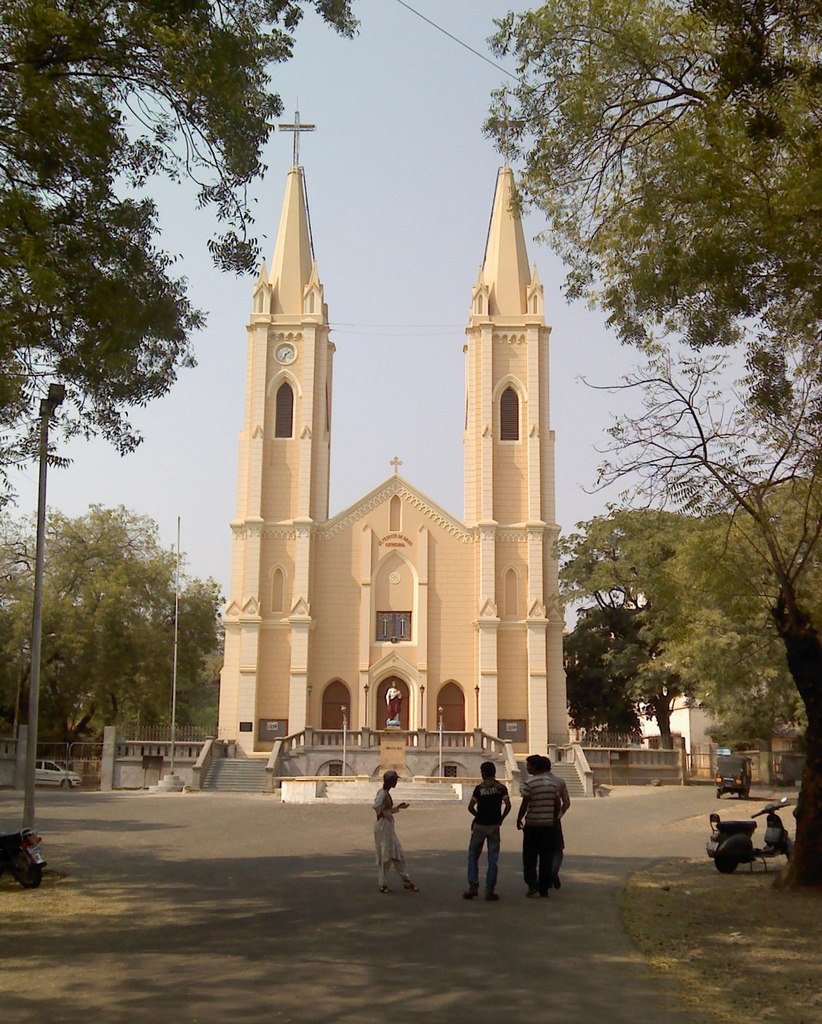
Cattedrale di San Francesco di Sales (Nagpur)

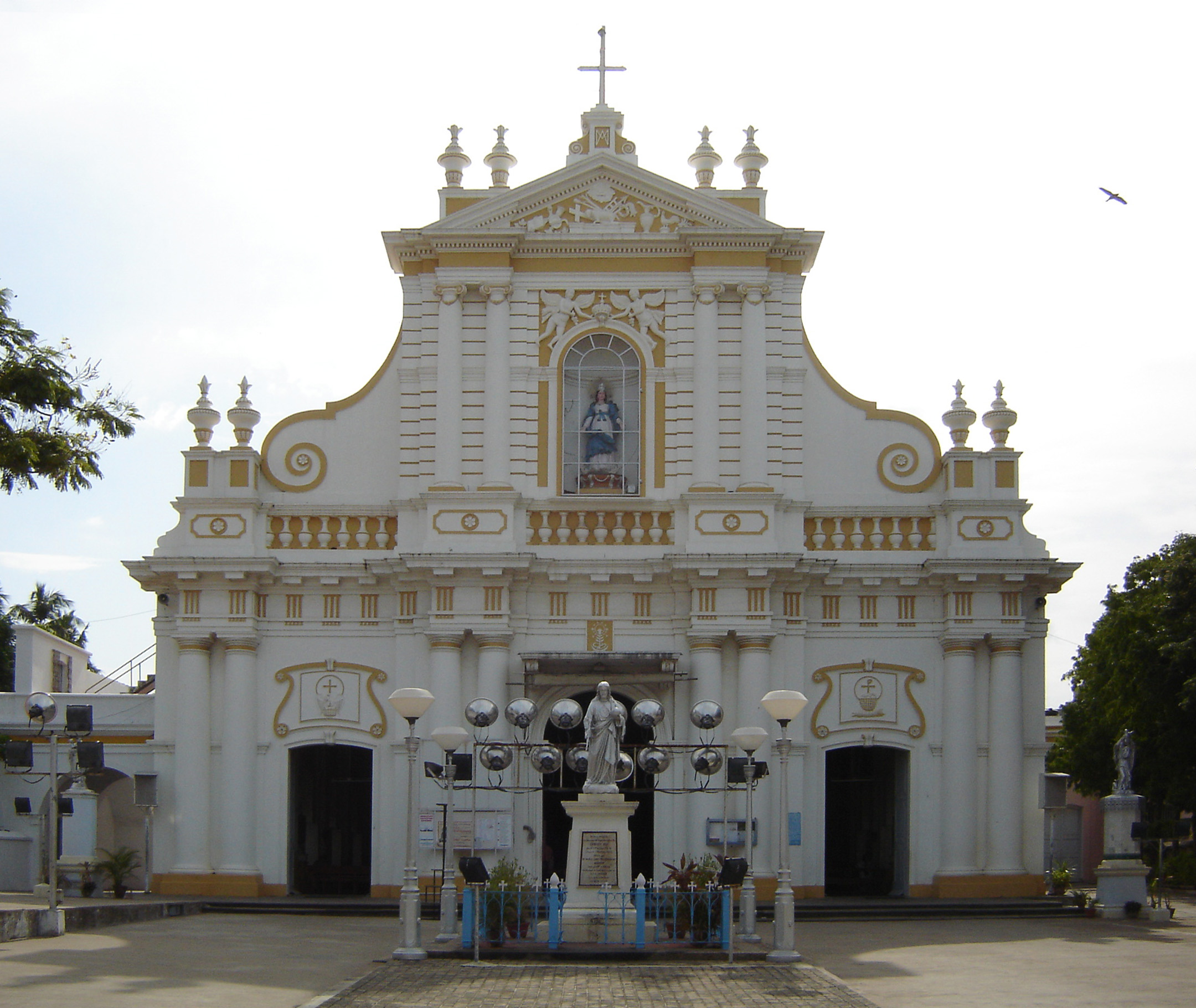
Cattedrale dell'Immacolata Concezione (Pondicherry)

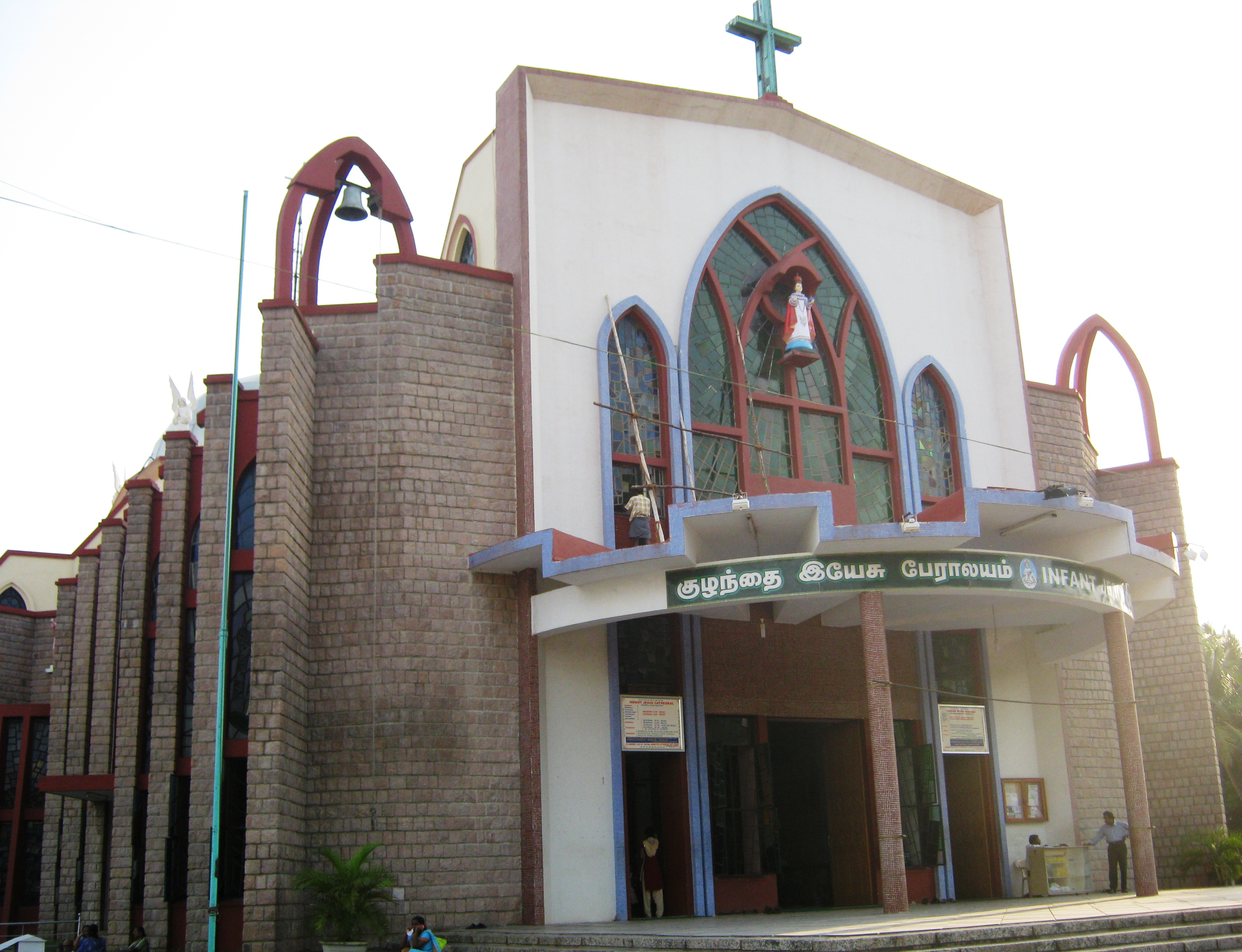
Cattedrale del Bambin Gesù (Salem)

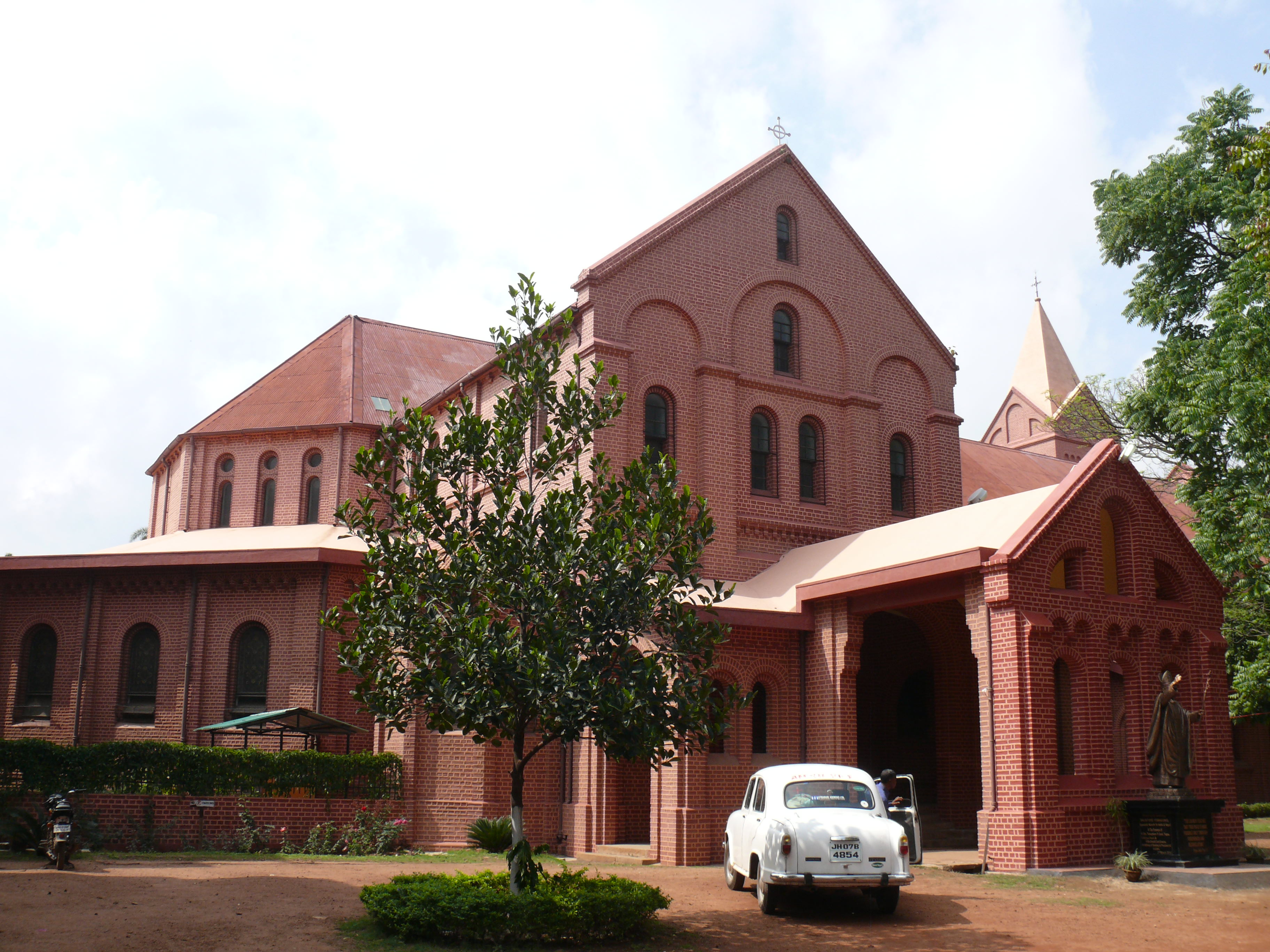
Cattedrale di Santa Maria (Ranchi)

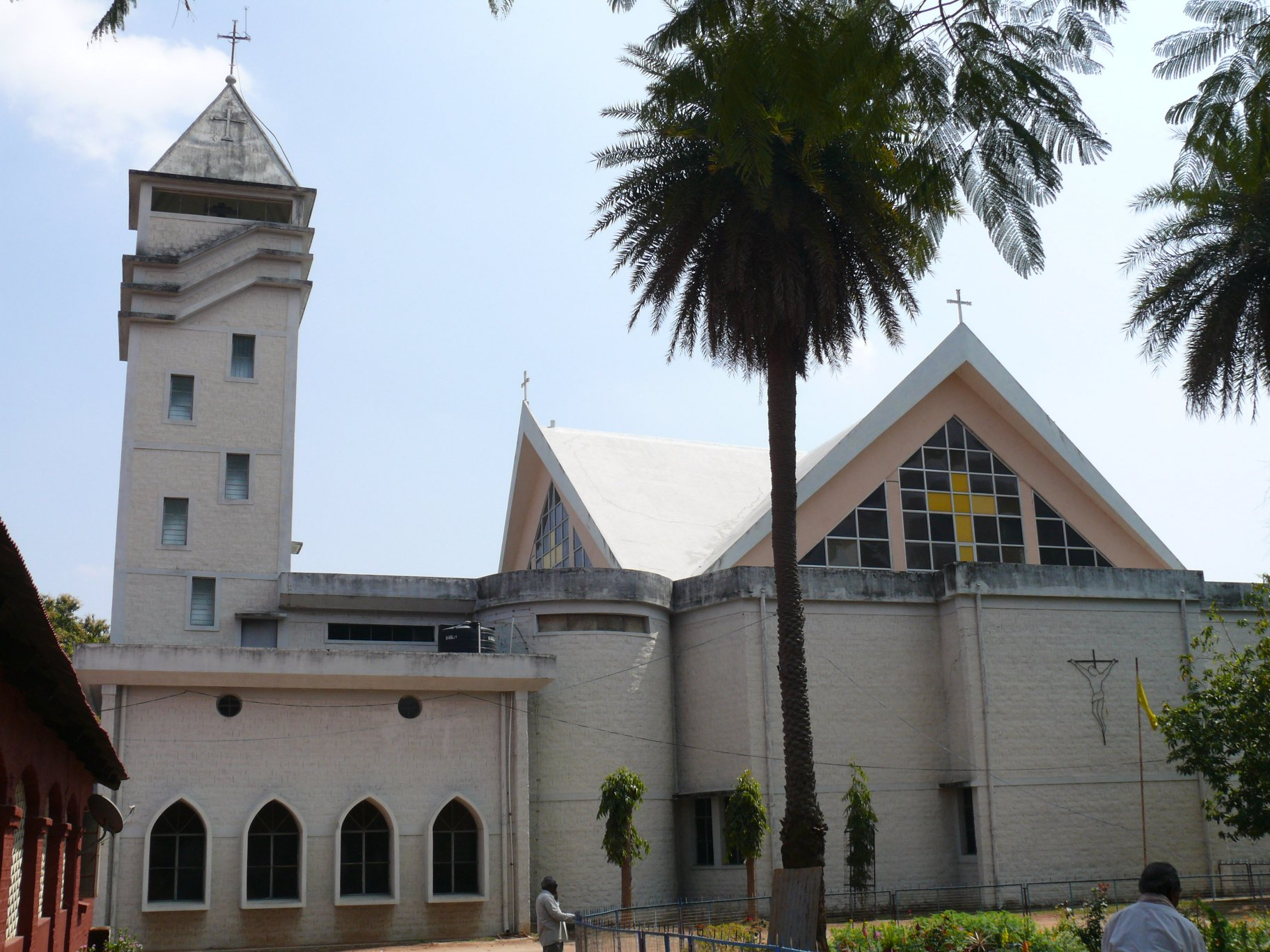
Cattedrale di San Patrizio (Gumla)

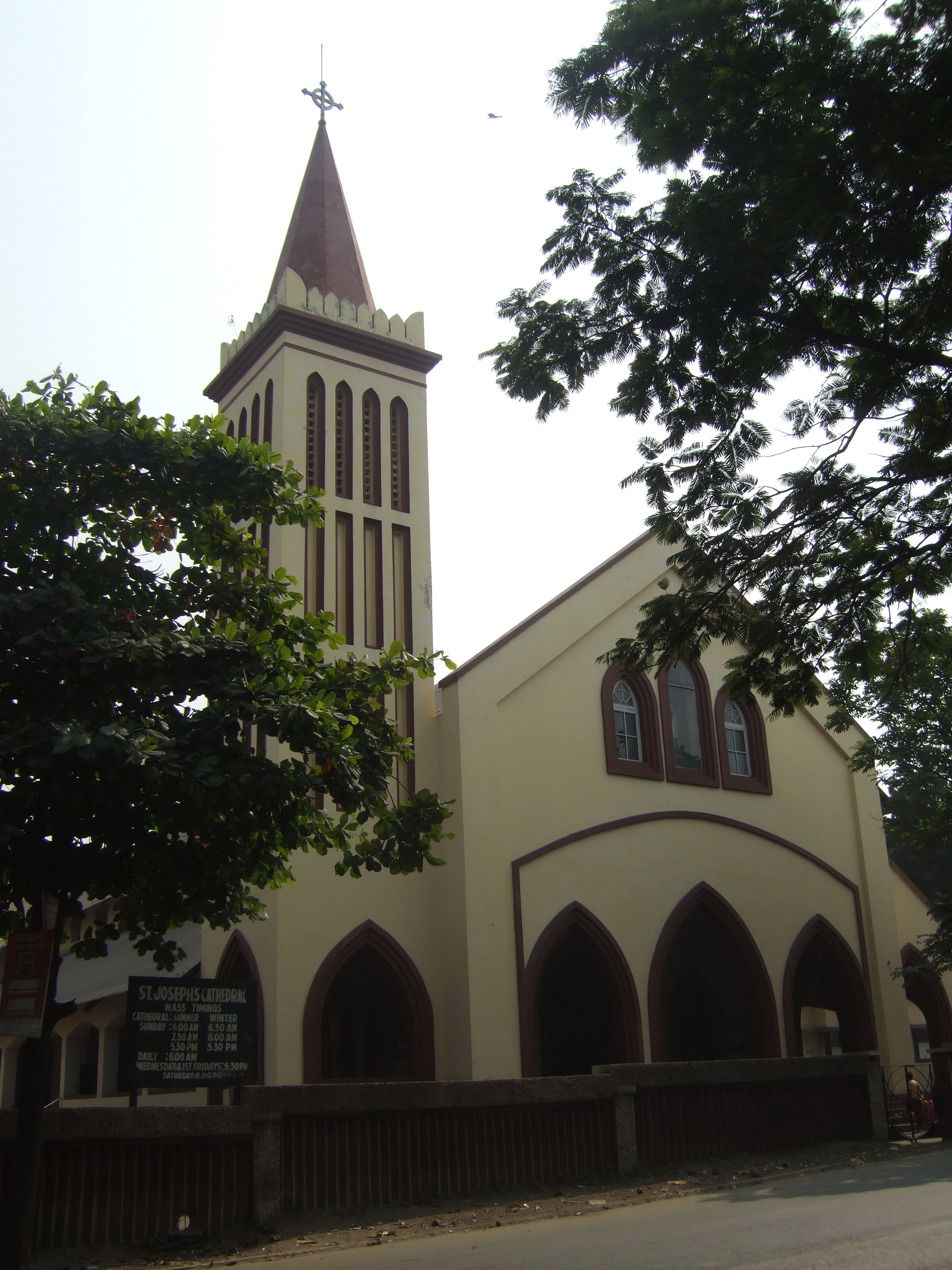
Cattedrale di San Giuseppe (Jamshedpur)

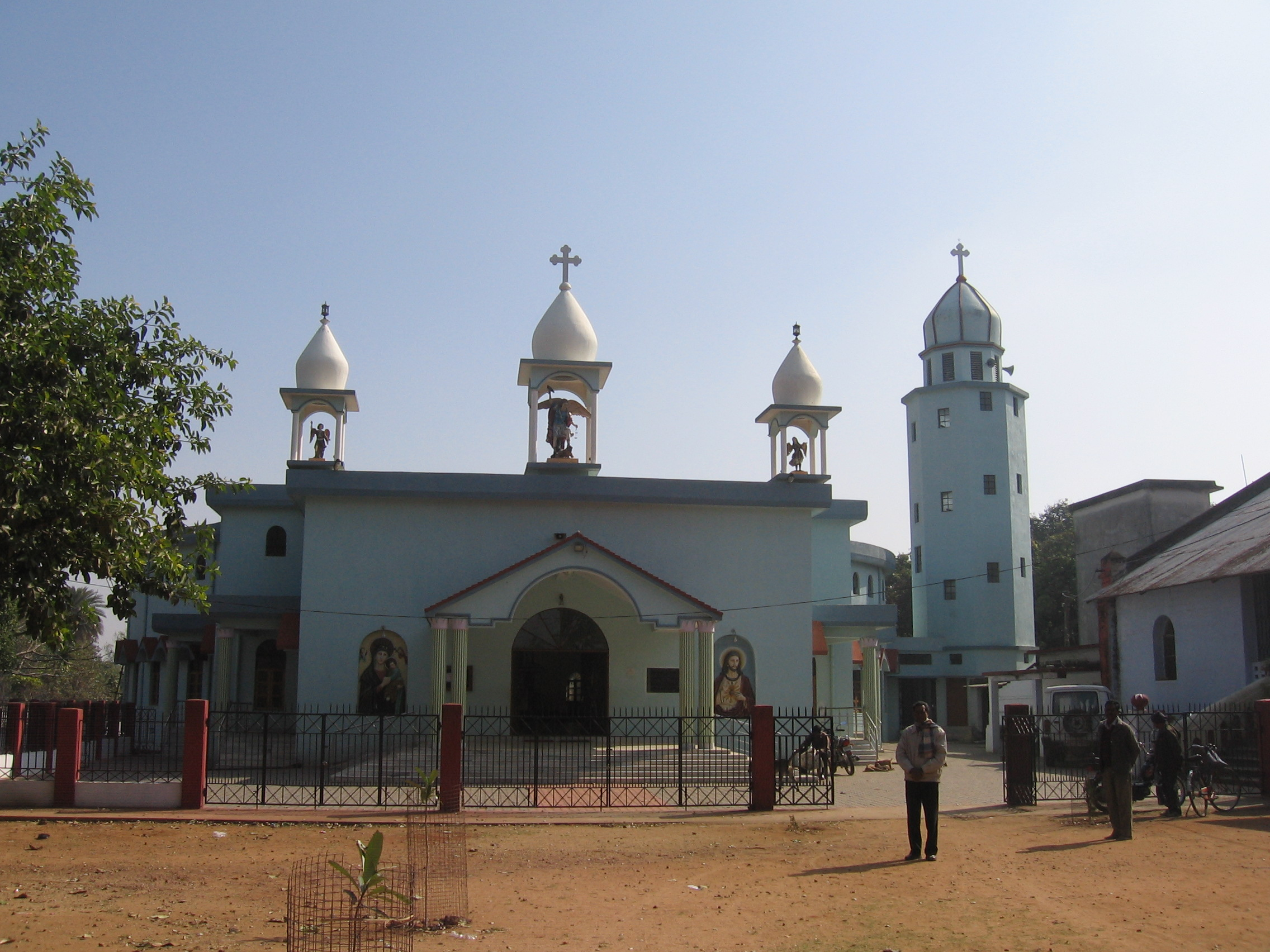
Cattedrale di San Michele Arcangelo (Khunti)

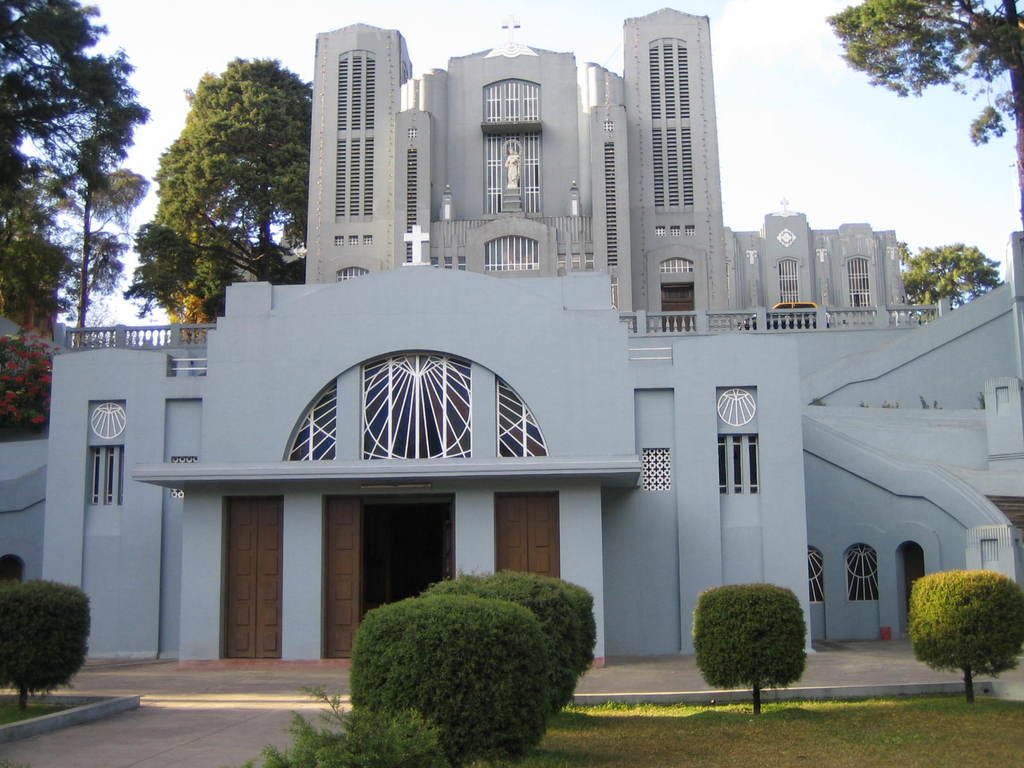
Cattedrale di Santa Maria Aiuto dei Cristiani (Shillong)

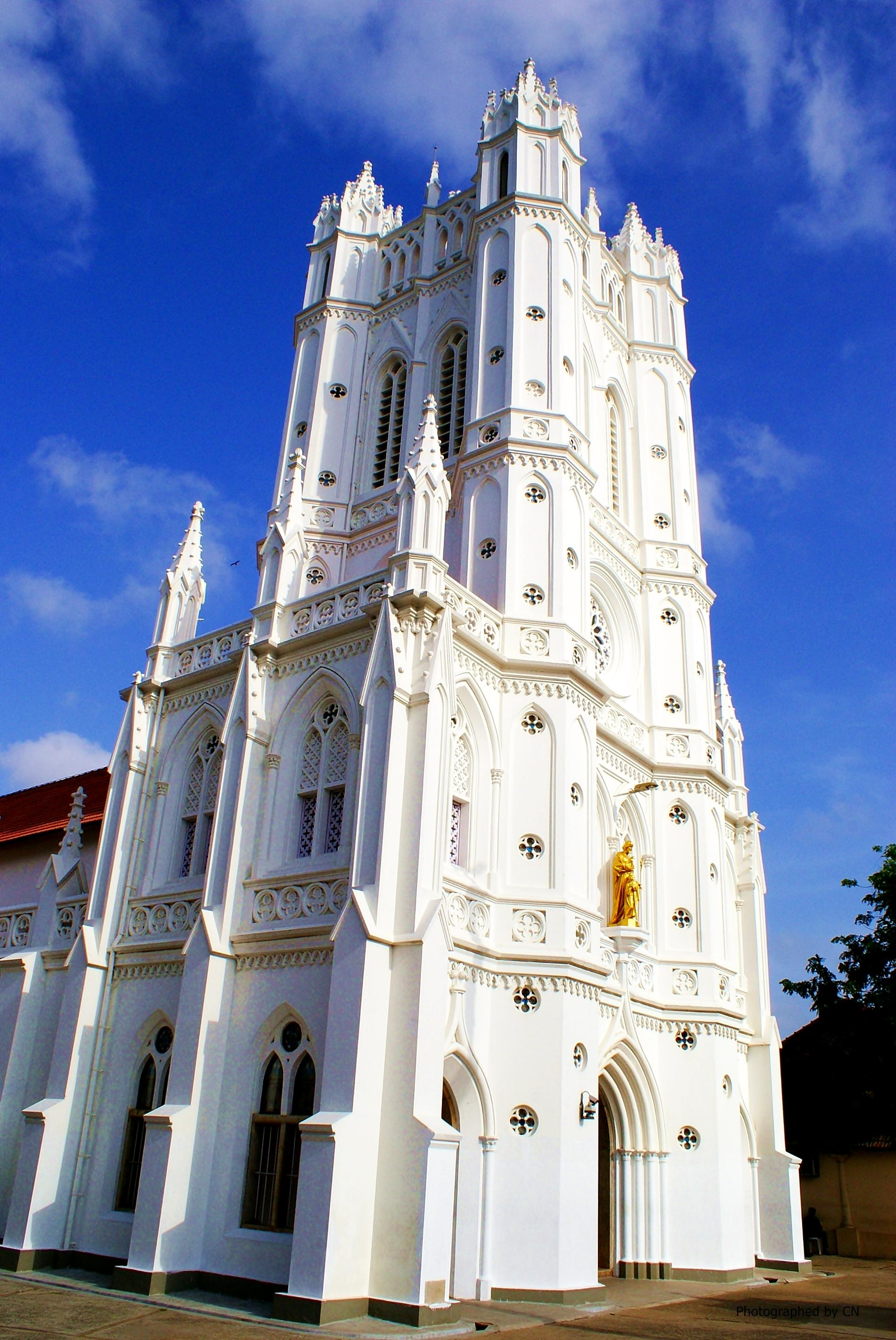
Cattedrale di San Giuseppe (Trivandrum)

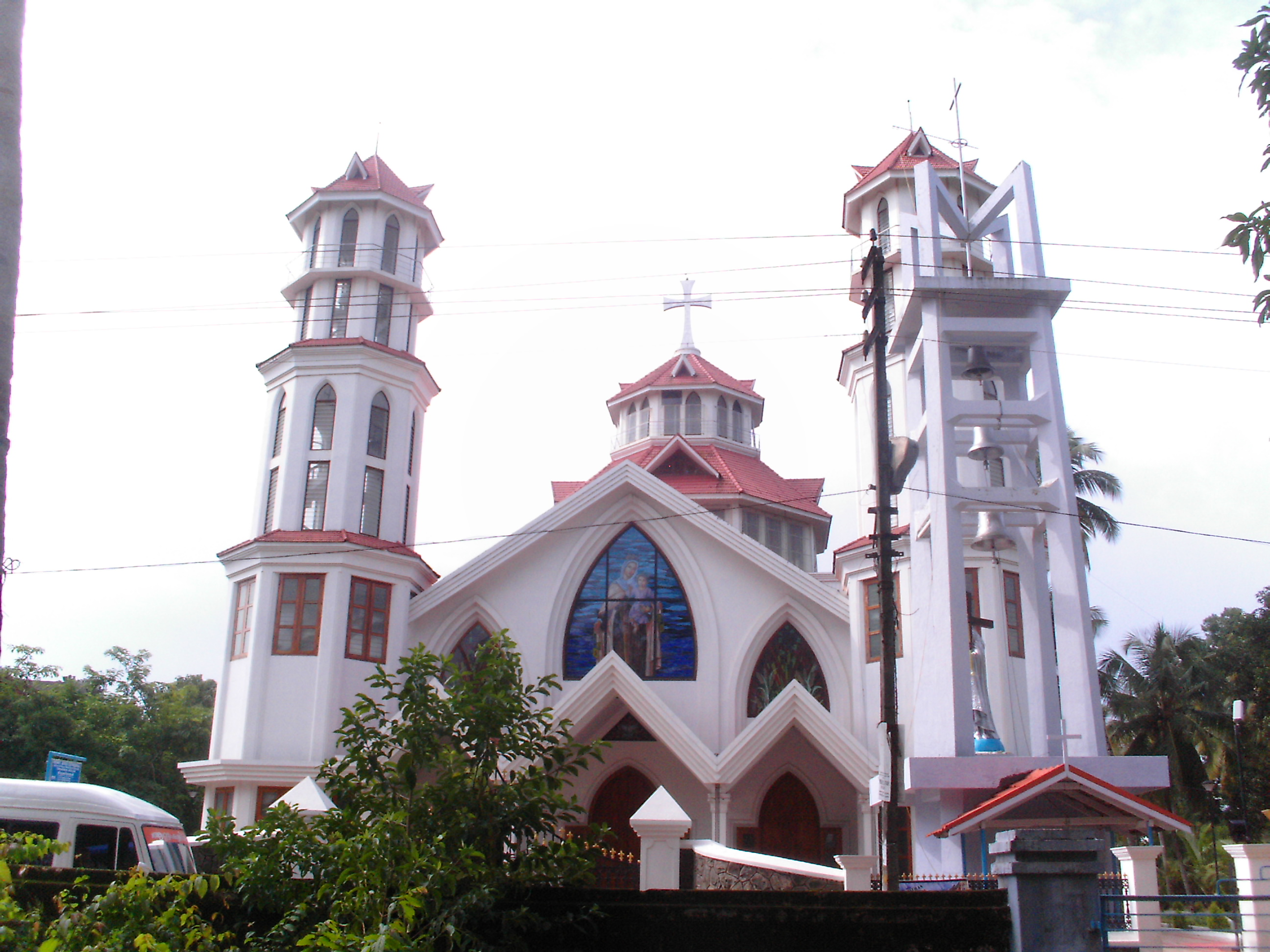
Cattedrale del Bambin Gesù (Quilon)

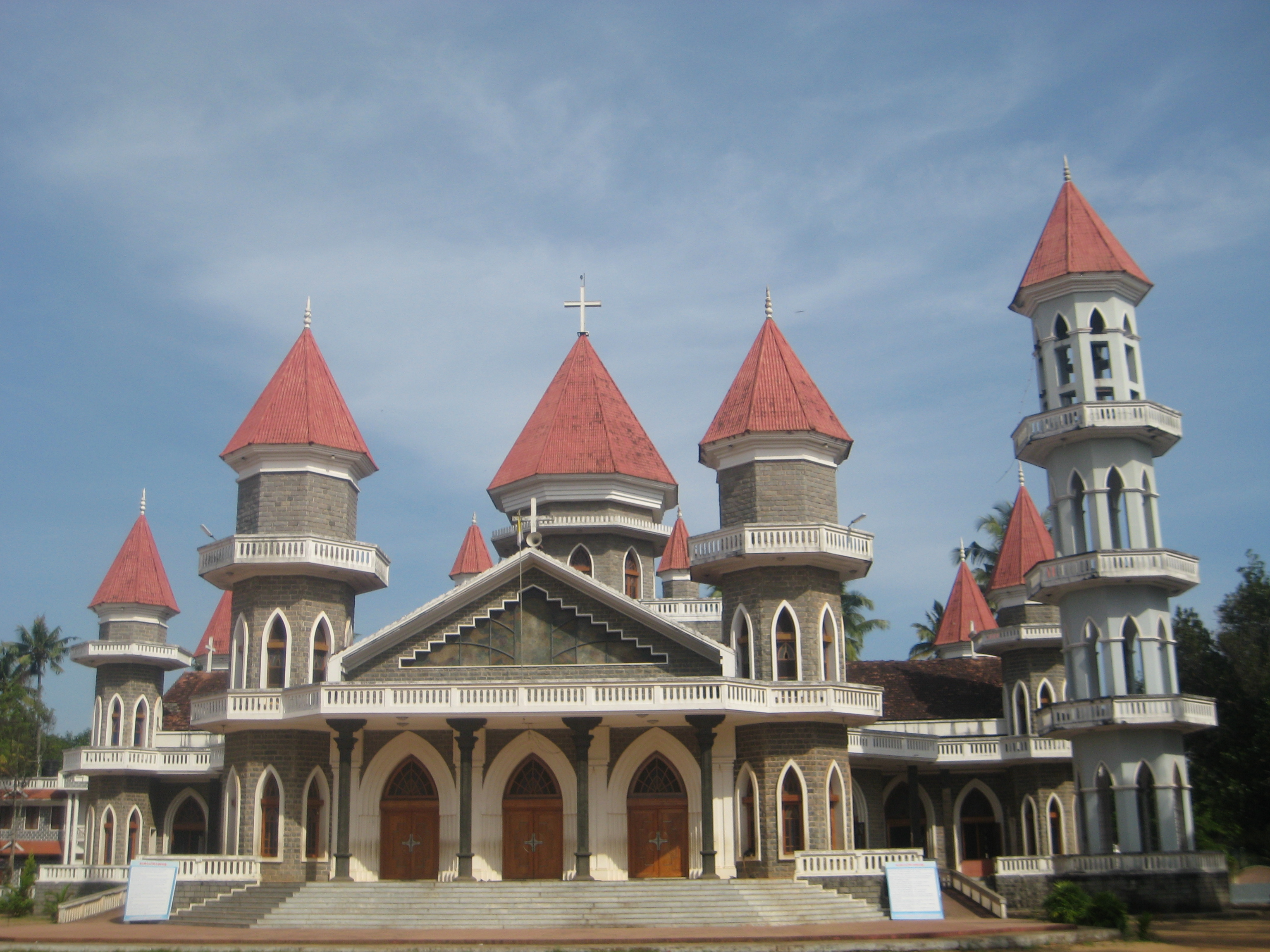
Cattedrale di San Michele (Kodungallur)

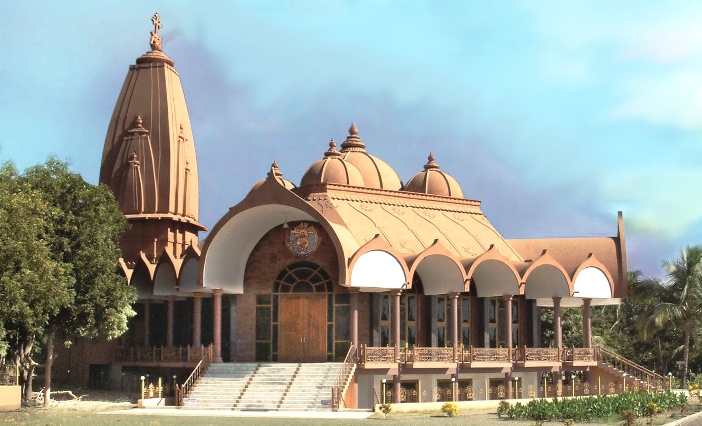
Cattedrale del Sacro Cuore, Prem Mandir (Rajkot)

Questa è una lista delle cattedrali presenti in India.

## Cattedrali cattoliche

### Rito latino
| Cattedrale                                            | Arcidiocesi o Diocesi                  | Località         |
| ----------------------------------------------------- | -------------------------------------- | ---------------- |
| Cattedrale dell'Immacolata Concezione                 | Arcidiocesi di Agra                    | Agra             |
| Cattedrale dell'Immacolata Concezione                 | Diocesi di Ajmer                       | Ajmer            |
| Cattedrale di San Giuseppe                            | Diocesi di Allahabad                   | Allahabad        |
| Cattedrale di Sant'Alfonso                            | Diocesi di Bareilly                    | Bareilly         |
| Cattedrale di Nostra Signora dell'Annunciazione       | Diocesi di Jaipur                      | Malviyanagar     |
| Cattedrale di Sant'Antonio                            | Diocesi di Jhansi                      | Jhansi           |
| Cattedrale di San Giuseppe                            | Diocesi di Lucknow                     | Lucknow          |
| Cattedrale di San Giuseppe                            | Diocesi di Meerut                      | Meerut           |
| Cattedrale di Nostra Signora di Fatima                | Diocesi di Udaipur                     | Udaipur          |
| Cattedrale di Santa Maria                             | Diocesi di Varanasi                    | Varanasi         |
| Cattedrale di San Francesco Saverio                   | Arcidiocesi di Bangalore               | Bangalore        |
| Cattedrale di Sant'Antonio                            | Diocesi di Bellary                     | Bellary          |
| Cattedrale di Nostra Signora del Rosario di Fatima    | Diocesi di Belgaum                     | Belgaum          |
| Cattedrale di San Giuseppe                            | Diocesi di Chikmagalur                 | Chikmagalur      |
| Cattedrale di Maria Madre della Divina Grazia         | Diocesi di Gulbarga                    | Gulbarga         |
| Cattedrale dell'Assunzione di Maria Vergine           | Diocesi di Karwar                      | Karwar           |
| Cattedrale di Nostra Signora del Santo Rosario        | Diocesi di Mangalore                   | Mangalore        |
| Cattedrale di Santa Filomena                          | Diocesi di Mysore                      | Mysore           |
| Cattedrale del Sacro Cuore di Gesù                    | Diocesi di Shimoga                     | Shimoga          |
| Cattedrale della Madonna dei Miracoli                 | Diocesi di Udupi                       | Udupi            |
| Cattedrale di San Francesco d'Assisi                  | Arcidiocesi di Bhopal                  | Bhopal           |
| Cattedrale di San Giovanni Battista                   | Diocesi di Gwalior                     | Gwalior          |
| Cattedrale di San Francesco d'Assisi                  | Diocesi di Indore                      | Indore           |
| Cattedrale dei Santi Pietro e Paolo                   | Diocesi di Jabalpur                    | Jabalpur         |
| Cattedrale dell'Annunciazione                         | Diocesi di Jhabua                      | Jhabua           |
| Cattedrale di Santa Maria                             | Diocesi di Khandwa                     | Khandwa          |
| Cattedrale del Santo Nome di Gesù                     | Arcidiocesi di Bombay                  | Bombay           |
| Cattedrale di Sant'Anna                               | Diocesi di Nashik                      | Nashik           |
| Cattedrale di San Patrizio                            | Diocesi di Poona                       | Poona            |
| Cattedrale di Nostra Signora della Grazia             | Diocesi di Vasai                       | Vasai            |
| Cattedrale di Nostra Signora del Rosario              | Arcidiocesi di Calcutta                | Calcutta         |
| Cattedrale del Sacro Cuore di Gesù                    | Diocesi di Asansol                     | Asansol          |
| Cattedrale del Buon Pastore                           | Diocesi di Bagdogra                    | Bagdogra         |
| Cattedrale del Cuore Immacolato di Maria              | Diocesi di Baruipur                    | Baruipur         |
| Cattedrale dell'Immacolata Concezione                 | Diocesi di Darjeeling                  | Darjeeling       |
| Cattedrale di Cristo Redentore                        | Diocesi di Jalpaiguri                  | Jalpaiguri       |
| Cattedrale del Santissimo Redentore                   | Diocesi di Krishnagar                  | Krishnagar       |
| Cattedrale di San Giuseppe Lavoratore                 | Diocesi di Raiganj                     | Raiganj          |
| Cattedrale del Santissimo Rosario                     | Arcidiocesi di Cuttack-Bhubaneswar     | Cuttack          |
| Procattedrale di Vincenzo de' Paoli                   | Arcidiocesi di Cuttack-Bhubaneswar     | Bhubaneswar      |
| Cattedrale di Cristo Re                               | Diocesi di Balasore                    | Balasore         |
| Cattedrale di Maria Regina delle Missioni             | Diocesi di Berhampur                   | Berhampur        |
| Cattedrale della Regina della Missione                | Diocesi di Rayagada                    | Rayagada         |
| Cattedrale del Sacro Cuore di Gesù                    | Diocesi di Rourkela                    | Rourkela         |
| Cattedrale di San Giuseppe Lavoratore                 | Diocesi di Sambalpur                   | Sambalpur        |
| Cattedrale del Sacro Cuore di Gesù                    | Arcidiocesi di Delhi                   | Delhi            |
| Cattedrale di Santa Maria                             | Diocesi di Jammu-Srinagar              | Jammu Cantonment |
| Cattedrale di Santa Maria                             | Diocesi di Jullundur                   | Jalandhar        |
| Cattedrale dei Santi Michele e Giuseppe               | Diocesi di Simla e Chandigarh          | Simla            |
| Concattedrale di Cristo Re                            | Diocesi di Simla e Chandigarh          | Chandigarh       |
| Premavatar Isu Mandir                                 | Arcidiocesi di Gandhinagar             | Gandhinagar      |
| Cattedrale della Madonna del Monte Carmelo            | Diocesi di Ahmedabad                   | Ahmedabad        |
| Cattedrale di Nostra Signora del Rosario              | Diocesi di Baroda                      | Vadodara         |
| Cattedrale di Santa Caterina                          | Arcidiocesi di Goa e Damão             | Goa              |
| Cattedrale della Beata Vergine Maria dei Miracoli     | Diocesi di Sindhudurg                  | Sawantwadi       |
| Cattedrale di Cristo Portatore di Buone Notizie       | Arcidiocesi di Guwahati                | Guwahati         |
| Concattedrale di San Giuseppe                         | Arcidiocesi di Guwahati                | Guwahati         |
| Cattedrale di Cristo, la Luce del Mondo               | Diocesi di Bongaigaon                  | Bongaigaon       |
| Cattedrale del Sacro Cuore                            | Diocesi di Dibrugarh                   | Dibrugarh        |
| Cattedrale di Cristo Risorto                          | Diocesi di Diphu                       | Diphu            |
| Cattedrale di San Giuseppe                            | Diocesi di Itanagar                    | Itanagar         |
| Cattedrale di Cristo Luce delle Genti                 | Diocesi di Miao                        | Miao             |
| Cattedrale di San Giovanni Bosco                      | Diocesi di Tezpur                      | Tezpur           |
| Cattedrale di San Giuseppe                            | Arcidiocesi di Hyderabad               | Hyderabad        |
| Cattedrale di Santa Maria                             | Diocesi di Cuddapah                    | Kadapa           |
| Cattedrale della Divina Misericordia                  | Diocesi di Khammam                     | Khammam          |
| Cattedrale di Nostra Signora di Lourdes               | Diocesi di Kurnool                     | Kurnool          |
| Concattedrale di Santa Teresa                         | Diocesi di Kurnool                     | Kurnool          |
| Cattedrale di Maria Regina degli Apostoli             | Diocesi di Nalgonda                    | Nalgonda         |
| Cattedrale di Nostra Signora di Fatima                | Diocesi di Warangal                    | Warangal         |
| Cattedrale di San Giuseppe                            | Arcidiocesi di Imphal                  | Imphal           |
| Cattedrale di Maria Aiuto dei Cristiani               | Diocesi di Kohima                      | Kohima           |
| Cattedrale di San Tommaso                             | Arcidiocesi di Madras e Mylapore       | Chennai          |
| Concattedrale di Santa Maria degli Angeli             | Arcidiocesi di Madras e Mylapore       | Chennai          |
| Cattedrale di San Giuseppe lavoratore                 | Diocesi di Chingleput                  | Chengalpattu     |
| Cattedrale di San Michele                             | Diocesi di Coimbatore                  | Coimbatore       |
| Cattedrale del Sacro Cuore                            | Diocesi di Ootacamund                  | Udhagamandalam   |
| Cattedrale di Santa Maria Assunta                     | Diocesi di Vellore                     | Vellore          |
| Cattedrale di Santa Maria Addolorata                  | Arcidiocesi di Madurai                 | Madurai          |
| Cattedrale di San Giuseppe                            | Diocesi di Dindigul                    | Dindigul         |
| Cattedrale di San Francesco Saverio                   | Diocesi di Kottar                      | Kottar           |
| Cattedrale della Santissima Trinità                   | Diocesi di Kuzhithurai                 | Kuzhithurai      |
| Cattedrale di San Francesco Saverio                   | Diocesi di Palayamkottai               | Palayamkottai    |
| Cattedrale di Alangara Annai (Mamma Maria)            | Diocesi di Sivagangai                  | Sivaganga        |
| Cattedrale di Santa Maria della Salute                | Diocesi di Tiruchirapalli              | Tiruchirappalli  |
| Cattedrale del Sacro Cuore di Gesù                    | Diocesi di Tuticorin                   | Thoothukudi      |
| Cattedrale di San Francesco di Sales                  | Arcidiocesi di Nagpur                  | Nagpur           |
| Cattedrale di San Francesco Saverio                   | Diocesi di Amravati                    | Amravati         |
| Cattedrale di San Francesco di Sales                  | Diocesi di Aurangabad                  | Aurangabad       |
| Cattedrale della Regina degli Apostoli                | Arcidiocesi di Patna                   | Patna            |
| Procattedrale di San Giuseppe                         | Arcidiocesi di Patna                   | Patna            |
| Cattedrale della Natività della Beata Vergine Maria   | Diocesi di Bettiah                     | Bettiah          |
| Cattedrale dell'Immacolata Concezione                 | Diocesi di Bhagalpur                   | Bhagalpur        |
| Cattedrale di Santa Maria Madre del Perpetuo Soccorso | Diocesi di Buxar                       | Buxar            |
| Cattedrale di San Francesco d'Assisi                  | Diocesi di Muzaffarpur                 | Muzaffarpur      |
| Cattedrale di San Pietro                              | Diocesi di Purnea                      | Purnia           |
| Cattedrale dell'Immacolata Concezione                 | Arcidiocesi di Pondicherry e Cuddalore | Pondicherry      |
| Cattedrale di Santa Maria                             | Diocesi di Kumbakonam                  | Kumbakonam       |
| Cattedrale del Bambin Gesù                            | Diocesi di Salem                       | Salem            |
| Cattedrale del Sacro Cuore di Gesù                    | Diocesi di Tanjore                     | Thanjavur        |
| Cattedrale del Sacro Cuore di Gesù                    | Diocesi di Dharmapuri                  | Dharmapuri       |
| Cattedrale di San Giuseppe                            | Arcidiocesi di Raipur                  | Raipur           |
| Cattedrale dell'Immacolata Madre di Dio               | Diocesi di Ambikapur                   | Ambikapur        |
| Cattedrale di Nostra Signora del Rosario              | Diocesi di Jashpur                     | Jashpur          |
| Cattedrale di Nostra Signora del Rosario              | Diocesi di Raigarh                     | Kunkuri          |
| Cattedrale dell'Immacolata Concezione di Santa Maria  | Arcidiocesi di Ranchi                  | Ranchi           |
| Chiesa della Regina di Pace                           | Diocesi di Daltonganj                  | Daltonganj       |
| Cattedrale di San Paolo                               | Diocesi di Dumka                       | Dumka            |
| Cattedrale di San Patrizio                            | Diocesi di Gumla                       | Gumla            |
| Cattedrale della Trasfigurazione                      | Diocesi di Hazaribag                   | Hazaribag        |
| Cattedrale di San Giuseppe                            | Diocesi di Jamshedpur                  | Jamshedpur       |
| Cattedrale di San Michele Arcangelo                   | Diocesi di Khunti                      | Khunti           |
| Cattedrale di Stella Maris                            | Diocesi di Port Blair                  | Port Blair       |
| Cattedrale di Sant'Anna                               | Diocesi di Simdega                     | Simdega          |
| Cattedrale di Santa Maria Aiuto dei Cristiani         | Arcidiocesi di Shillong                | Shillong         |
| Cattedrale di San Francesco Saverio                   | Diocesi di Agartala                    | Agartala         |
| Cattedrale di Cristo Re                               | Diocesi di Aizawl                      | Aizawl           |
| Cattedrale di Santa Teresa del Bambin Gesù            | Diocesi di Jowai                       | Jowai            |
| Cattedrale di San Pietro Apostolo                     | Diocesi di Nongstoin                   | Nongstoin        |
| Cattedrale di Maria Aiuto dei Cristiani               | Diocesi di Tura                        | Tura             |
| Cattedrale di San Giuseppe                            | Arcidiocesi di Trivandrum              | Trivandrum       |
| Cattedrale della Madonna del Carmelo                  | Diocesi di Alleppey                    | Alappuzha        |
| Cattedrale dell'Immacolata Concezione                 | Diocesi di Neyyattinkara               | Neyyattinkara    |
| Cattedrale di Santa Maria                             | Diocesi di Punalur                     | Punalur          |
| Cattedrale del Bambin Gesù                            | Diocesi di Quilon                      | Quilon           |
| Cattedrale di San Francesco d'Assisi                  | Arcidiocesi di Verapoly                | Kochi            |
| Cattedrale della Madre di Dio                         | Arcidiocesi di Calicut                 | Kozhikode        |
| Cattedrale della Santa Croce                          | Diocesi di Cochin                      | Kochi            |
| Cattedrale della Santissima Trinità                   | Diocesi di Kannur                      | Kannur           |
| Cattedrale di San Michele                             | Diocesi di Kottapuram                  | Kodungallur      |
| Cattedrale di San Sebastiano                          | Diocesi di Sultanpet                   | Palaghat         |
| Cattedrale del Cuore Immacolato di Maria              | Diocesi di Vijayapuram                 | Kottayam         |
| Cattedrale di San Pietro                              | Arcidiocesi di Visakhapatnam           | Visakhapatnam    |
| Concattedrale di Sant'Anna                            | Arcidiocesi di Visakhapatnam           | Visakhapatnam    |
| Amalodbhavi Cattedrale di Eluru                       | Diocesi di Eluru                       | Eluru            |
| Cattedrale del Bambin Gesù                            | Diocesi di Guntur                      | Guntur           |
| Cattedrale di San Giuseppe                            | Diocesi di Nellore                     | Nellore          |
| Cattedrale di Santa Maria della Misericordia          | Diocesi di Srikakulam                  | Srikakulam       |
| Cattedrale di San Paolo                               | Diocesi di Vijayawada                  | Vijayawada       |

### Rito siro-malabarese
| Cattedrale                              | Arcidiocesi o Diocesi              | Località       |
| --------------------------------------- | ---------------------------------- | -------------- |
| Cattedrale di Santa Maria               | Arcieparchia di Ernakulam-Angamaly | Kochi          |
| Cattedrale di San Giorgio               | Eparchia di Idukki                 | Idukki         |
| Cattedrale di San Giorgio               | Eparchia di Kothamangalam          | Kothamangalam  |
| Cattedrale di Santa Maria               | Arcieparchia di Changanacherry     | Changanassery  |
| Cattedrale di San Domenico              | Eparchia di Kanjirapally           | Kanjirapally   |
| Cattedrale di San Tommaso               | Eparchia di Palai                  | Palai          |
| Cattedrale di Thuckalay                 | Eparchia di Thuckalay              | Thuckalay      |
| Cattedrale di San Giuseppe              | Arcieparchia di Tellicherry        | Thalassery     |
| Cattedrale di San Lorenzo               | Eparchia di Belthangady            | Belthangady    |
| Cattedrale del Piccolo Fiore            | Eparchia di Bhadravathi            | Bhadravathi    |
| Cattedrale di San Giuseppe              | Eparchia di Mananthavady           | Mananthavady   |
| Cattedrale del Bambin Gesù              | Eparchia di Mandya                 | Mysore         |
| Cattedrale di Mary Matha                | Eparchia di Thamarasserry          | Thamarasserry  |
| Cattedrale di Nostra Signora di Lourdes | Arcieparchia di Trichur            | Thrissur       |
| Cattedrale di San Tommaso               | Eparchia di Irinjalakuda           | Irinjalakuda   |
| Cattedrale di San Raffaele              | Eparchia di Palghat                | Palakkad       |
| Cattedrale della Santissima Trinità     | Eparchia di Ramanathapuram         | Ramanathapuram |
| Cattedrale di Cristo Re                 | Arcieparchia di Kottayam           | Kottayam       |
| Cattedrale di Cristo Re                 | Eparchia di Faridabad              | Faridabad      |
| Cattedrale di San Giuseppe              | Eparchia di Bijnor                 | Kotdwara       |
| Cattedrale di San Giuseppe              | Eparchia di Gorakhpur              | Gorakhpur      |
| Cattedrale di San Therese               | Eparchia di Sagar                  | Sagar          |
| Cattedrale di San Vincenzo              | Eparchia di Satna                  | Satna          |
| Cattedrale di Santa Maria               | Eparchia di Ujjain                 | Ujjain         |
| Cattedrale di San Tommaso               | Eparchia di Kalyan                 | Kalyan         |
| Cattedrale del Sacro Cuore, Prem Mandir | Eparchia di Rajkot                 | Rajkot         |
| Cattedrale della Sacra Famiglia         | Eparchia di Adilabad               | Adilabad       |
| Cattedrale di San Tommaso               | Eparchia di Chanda                 | Chandrapur     |
| Cattedrale di San Giuseppe              | Eparchia di Jagdalpur              | Jagdalpur      |

### Rito siro-malankarese
| Cattedrale                                     | Arcidiocesi o Diocesi                           | Località           |
| ---------------------------------------------- | ----------------------------------------------- | ------------------ |
| Cattedrale di Santa Maria                      | Arcieparchia di Trivandrum dei siro-malankaresi | Thiruvananthapuram |
| Procattedrale di Santa Maria Regina della Pace | Arcieparchia di Trivandrum dei siro-malankaresi | Thiruvananthapuram |
| Cattedrale di Cristo Re                        | Eparchia di Marthandom                          | Marthandom         |
| Cattedrale di Santa Maria                      | Eparchia di Mavelikara                          | Mavelikara         |
| Cattedrale di San Pietro                       | Eparchia di Pathanamthitta                      | Pathanamthitta     |
| Cattedrale di San Giovanni                     | Arcieparchia di Tiruvalla                       | Thiruvalla         |
| Cattedrale di San Tommaso                      | Eparchia di Battery                             | Sultan Bathery     |
| Cattedrale di San Giuseppe                     | Eparchia di Muvattupuzha                        | Muvattupuzha       |
| Procattedrale di Santa Maria                   | Eparchia di Puthur                              | Puthur             |
| Cattedrale di Santa Maria                      | Eparchia di San Giovanni Crisostomo di Gurgaon  | Gurgaon            |
| Cattedrale di Santa Maria                      | Eparchia di Sant'Efrem di Khadki                | Kirkee             |

## Cattedrali anglicane

### Chiesa dell'India del Sud
| Cattedrale                      | Arcidiocesi o Diocesi                          | Località      |
| ------------------------------- | ---------------------------------------------- | ------------- |
| Cattedrale di Sant'Andrea       | Diocesi anglicana di Krishna-Godavari          | Machilipatnam |
| Cattedrale della Santa Croce    | Diocesi anglicana di Nandyal                   | Nandyal       |
| Cattedrale dell'Epifania        | Diocesi anglicana di Dornakal                  | Dornakal      |
| Cattedrale di San Pietro        | Diocesi anglicana di Medak                     | Medak         |
| Cattedrale Wesley               | Diocesi anglicana di Karimnagar                | Karimnagar    |
| Cattedrale di San Marco         | Diocesi anglicana del Karnataka Centrale       | Bangalore     |
| Cattedrale del Santo Nome       | Diocesi anglicana del Karnataka Settentrionale | Hubli         |
| Cattedrale Shanti               | Diocesi anglicana del Karnataka Meridionale    | Mangalore     |
| Cattedrale di Christ Church     | Diocesi anglicana del Kerala Orientale         | Melukavu      |
| Cattedrale della Santa Trinità  | Diocesi anglicana di Madhya Kerala             | Kottayam      |
| Cattedrale anglicana di Calicut | Diocesi anglicana di Malabar                   | Calicut       |
| Cattedrale Mateer Memorial      | Diocesi anglicana del Kerala Meridionale       | Trivandrum    |
| Cattedrale Immanuel             | Diocesi anglicana di Coimbatore                | Coimbatore    |
| Cattedrale di San Giorgio       | Diocesi anglicana di Madras                    | Madras        |
| Cattedrale anglicana di Madurai | Diocesi anglicana di Madurai-Ramnad            | Madurai       |
| Cattedrale di San Giovanni      | Diocesi anglicana di Thoothukudi - Nazareth    | Nazerath      |
| Cattedrale della Santa Trinità  | Diocesi anglicana di Tirunelveli               | Palayamkottai |
| Cattedrale anglicana Trichy     | Diocesi anglicana di Trichy-Tanjore            | Trichy        |
| Cattedrale anglicana Tanjore    | Diocesi anglicana di Trichy-Tanjore            | Tanjore       |

### Chiesa dell'India del Nord
| Cattedrale                   | Arcidiocesi o Diocesi                       | Località    |
| ---------------------------- | ------------------------------------------- | ----------- |
| Cattedrale di San Giorgio    | Diocesi anglicana di Agra                   | Agra        |
| Cattedrale di Tutti i Santi  | Diocesi anglicana di Lucknow                | Allahabad   |
| Cattedrale di San Tommaso    | Diocesi anglicana delle Andamane e Nicobare | Car Nicobar |
| Cattedrale di Christ Church  | Diocesi anglicana di Jabalpur               | Jabalpur    |
| Cattedrale di San Paolo      | Diocesi anglicana di Kolkata                | Kolkata     |
| Cattedrale di Tutti i Santi  | Diocesi anglicana di Nagpur                 | Nagpur      |
| Cattedrale di San Salvatore  | Diocesi anglicana di Nasik                  | Ahmednagar  |
| Cattedrale di San Paolo      | Diocesi anglicana di Chota Nagpur           | Ranchi      |
| Cattedrale di Tutti i Santi  | Diocesi anglicana dell'india Nord-Orientale | Shillong    |
| Cattedrale di Christ Church  | Diocesi anglicana di Patna                  | Bhagalpur   |
| Cattedrale di Christ Church  | Diocesi anglicana di Amritsar               | Amritsar    |
| Cattedrale di San Tommaso    | Diocesi anglicana di Mumbai                 | Mumbai      |
| Cattedrale della Redenzione  | Diocesi anglicana di Delhi                  | Delhi       |
| Cattedrale di San Bartolomeo | Diocesi anglicana di Barrackpore            | Barrackpore |
| Cattedrale di Sant'Andrea    | Diocesi anglicana dell'Himalaya Orientale   | Darjeeling  |
| Cattedrale di San Paolo      | Diocesi anglicana di Pune                   | Pune        |

## Cattedrali ortodosse

### Chiesa cristiana siriaca giacobita
| Cattedrale                           | Arcidiocesi o Diocesi         | Località      |
| ------------------------------------ | ----------------------------- | ------------- |
| Cattedrale Mar Baselios              | Diocesi ortodossa di Angamaly | Kothamangalam |
| Cattedrale di Santa Maria            | Diocesi ortodossa di Angamaly | Angamaly      |
| Cattedrale Mor Saboor Afroth         | Diocesi ortodossa di Angamaly | Angamaly      |
| Cattedrale di Santa Maria            | Diocesi ortodossa di Angamaly | Payyoli       |
| Cattedrale Bethel Sulokho            | Diocesi ortodossa di Angamaly | Perumbavoor   |
| Cattedrale di Santa Maria            | Diocesi ortodossa di Angamaly | Kuruppampady  |
| Cattedrale di San Tommaso            | Diocesi ortodossa di Angamaly | Mazhuvannoor  |
| Cattedrale di Mathamariyam           | Diocesi ortodossa di Angamaly | Kothamangalam |
| Cattedrale di Santa Maria            | Diocesi ortodossa di Angamaly | Karakkunnam   |
| Cattedrale di Santa Maria            | Diocesi ortodossa di Angamaly | Rakkad        |
| Cattedrale di San Giorgio            | Diocesi ortodossa di Angamaly | Adimali       |
| Cattedrale di San Giorgio            | Diocesi ortodossa di Kandanad | Kadakkanad    |
| Cattedrale di Santa Maria            | Diocesi ortodossa di Kandanad | Kandanad      |
| Cattedrale di Santa Maria            | Diocesi ortodossa di Kandanad | Piravom       |
| Cattedrale di San Pietro e San Paolo | Diocesi ortodossa di Kandanad | Neeramukal    |